# マニラ首都圏
首都圏（しゅとけん、比: Pambansang Punong Rehiyon、英: National Capital Region、略称: NCR）、通称マニラ首都圏（マニラしゅとけん、フィリピン語: Kalakhang Maynila、英語: Metropolitan Manila）は、フィリピンの首都であり、地域のひとつ。日本語訳せずメトロポリタン・マニラ、その通称であるメトロ・マニラ（Metro Manila）、あるいは単にマニラ圏とも言われる。
マニラ市を中核とした都市圏で、フィリピンに3つある都市圏のひとつである。
メトロ・マニラには州が存在せず、マニラ市や旧首都ケソン市を含む16市と1町により構成されている。メトロ・マニラの面積は東京23区よりやや大きい636km2で、人口は約1348万人（2020年）である。さらに近郊を含む都市圏人口は約2630万人（2021年）で、世界で6番目に人口の多い地域である。

## 概要
マニラ首都圏は、フィリピンの文化、経済、教育、政治の中心地である。グローバル・パワーシティの1つに分類されており、フィリピン国内外の商業、金融、メディア、芸術、ファッション、研究、技術、教育、エンターテインメントに大きな影響を与えている。また、フィリピンにあるすべての大使館が位置しており、フィリピンの国際外交における中心地となっている。そのため、この地域はフィリピンの金融と商業においても中心地となっており、フィリピンの国内総生産 (GDP) の36%を占めている。
1975年11月7日、フェルディナンド・マルコス政権期に首都行政機能を果たすマニラ首都圏が、大統領令第824号により設立された。前身のマニラ州は、19世紀末にフィリピンにおけるスペイン植民地支配に対して反乱を起こした最初の8州の一つである。初代知事はイメルダ・マルコスだった。1986年にコラソン・アキノ大統領令392号により権限が変更され、1995年に改編され現在のマニラ首都圏開発庁(MMDA)が創設された。これは政府機関であり長は大統領によって任命され道路交通や都市計画などを担当するもので、マニラ首都圏自体は行政機関および行政区画ではなくなっている。

## 歴史

### マニラ州
マニラ州という歴史的な州（province）は、かつて先スペイン期のさまざまな政治家が領有していた領域を含んでいる。これには、今日よく知られているパシッグ川のデルタ地帯のマニラやトンドに加え、タンボボン、タギッグ、パテロス、カインタの要塞都市などといった小さな居住地も含まれていた。そして、この地域が植民地時代のフィリピンの首都となり、マニラ（イントラムロス）は植民地支配の中心地となった。1898年当時はマニラ市とその他23の自治体を含んでいた。マリキナも1898年から1899年まで、フィリピンの主権がアメリカ合衆国に移ったときと同じように首都として機能していた。1901年に州は解体され、その大部分は新たに創設されたリサール州に編入された。

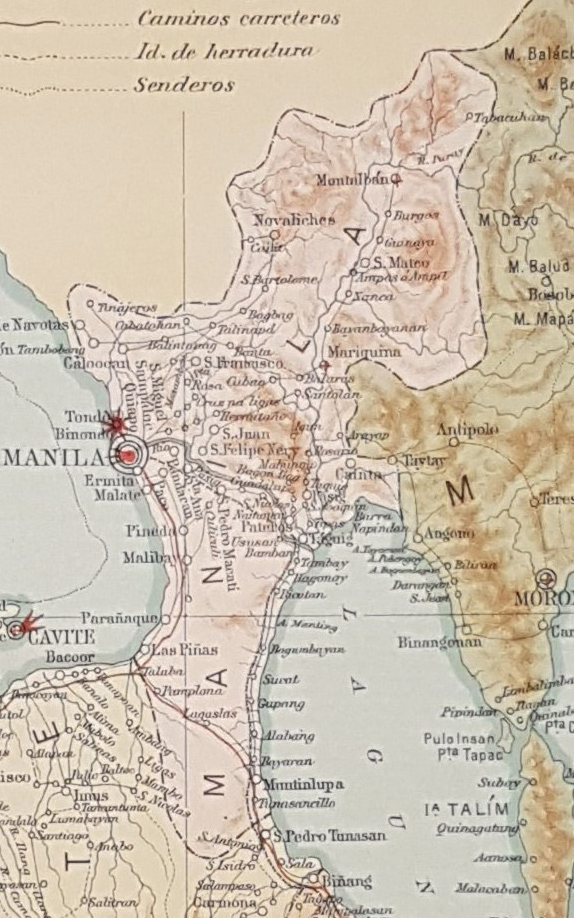
マニラ州の地図

スペイン植民地時代から、マニラは世界都市の原型として考えられていた。マニラ・ガレオン船は、250年にわたり太平洋を航海し、高級品、経済的利益、文化交流などをメキシコにもたらした。これらは商業的に利用された最初の貿易ルートとして知られている。

### リサール州の創設
アメリカ植民地のフィリピン・コモンウェルスの時代、アメリカ人の建築家で都市設計家のダニエル・バーナムは、フィリピン政府のためにマニラの都市計画の作成を依頼された。1901年のマニラ市は、ビノンド、エルミタ、イントラムロス、マラテ、マニラ、パンダカン、キアポ (マニラ)、サンパロック、サンアンドレスブキド、サンフェルナンドデディラオ、サンミゲル、サンニコラス、サンタアナデサパ、サンタクルーズ、サンタメサ、トンドの各地区と小区で構成されていた。一方、カローカン、ラスピニャス、マリキナ、パシッグ、パラニャーケ、マラボン、ナヴォタス、サンフアンデルモンテ（現、サンフアン）、サンペドロデマカティ（現、マカティ）、サンフェリペネリ（現、マンダルヨン）、モンティンルパとタギッグ・パテロス地域の町と教区はリサール州に組み込まれ、パシッグは州都に指定されている。

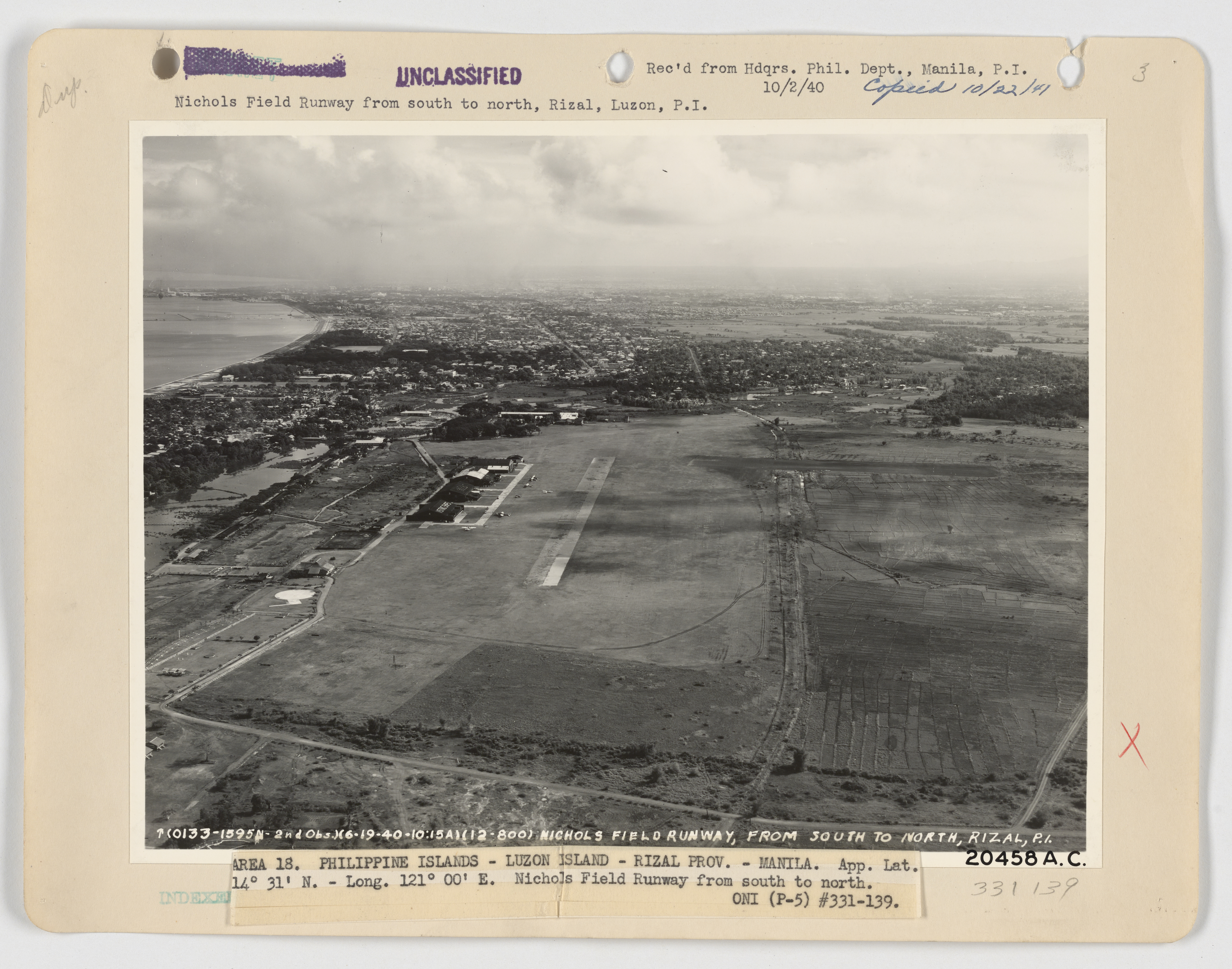
ニコルス飛行場とマニラ市街地（1941年）

1939年、マニュエル・ケソン大統領はマニラに代わる首都を目指し、ケソン市を設立した。ケソン市の設立は、バーナム設計によるマニラ都市計画の放棄を意味し、資金は新首都の設立に流用されることになった。第二次世界大戦では、バーナム計画の開発のほとんどが失われ、さらに1945年のマニラの戦いで10万人以上の人命が失われた。その後、1948年にケソン市が首都として宣言された。しかし、1976年には大統領令第940号により、スペイン植民地時代からほぼ一貫してフィリピン政府の所在地であった歴史的意義から、首都をマニラに再指定した。大統領令第940号は、マニラは常にフィリピン国民にとって、また世界から見て、貿易、商業、教育、文化の中心であり、フィリピンの第一の都市であったと述べている。

### 大マニラ市の誕生
戦時中、ケソン大統領は緊急措置として、マニラ市とケソン市、それにカローカン、ラスピニャス、マリキナ、パシッグ、パラニャーケ、マラボン、ナヴォタス、サンフアンデルモンテ、サンペドロデマカティ、サンフェリペネリ、モンティンルパとタギッグ・パテロスの自治体とを併せ、「大マニラ市（City of Greater Manila）」を誕生させた。市長にはホルヘ・B・ヴァルガスが任命された。大マニラ市に含まれる市や自治体の市長は、その町の副市長を兼任していた。これは、ケソンの行政上の主席副官であったバルガスが、国際軍法上認められる権威ある地位を確保するためであった。大マニラ市は、日本軍によって占領地を統治するフィリピン行政委員会が設立されたことにより廃止された。ただ、大マニラ市は、現在のマニラ首都圏のモデルとなり、マルコス政権時代に設置されたマニラ首都圏知事の行政機能を担っていた。

### 首都圏の誕生
1975年11月7日、大統領令第824号により、メトロ・マニラ（Metro Manila）が正式に設立された。1978年6月2日、大統領令第1396号により、フィリピンの首都地域（National Capital Region）は首都圏（metropolitan area）とされた。マニラ首都圏が設立された当時は、マニラ、ケソン市、カローカン、パサイの4都市と、ラスピニャス、マカティ、マラボン、マンダルヨン、マリキナ、モンティンルパ、ナヴォタス、パラニャーケ、パシッグ、サンフアン、タギッグ、ヴァレンズエラ、パテロスの13自治体から構成されていた。現在、これらの自治体は独立した公認都市となっているが、パテロスだけはまだ町（municipality）として残っている。
フェルディナンド・マルコス大統領が、妻のイメルダ・マルコスをマニラ首都圏の初代知事に任命した。イルメダは「シティー・オブ・マン」キャンペーンを展開し、フィリピン文化センター、メトロポリタン民族芸術劇場、フィリピン国際コンベンションセンター、ココナッツパレスなどの文化施設、そしてフィリピン肺センター、フィリピン心臓センター、フィリピン腎臓センターなどの医療施設を建設した。1986年2月末、4日間にわたるエドゥサ通り沿いのデモでマルコス大統領は打倒された。この民衆運動は現在「ピープルパワー革命（エドゥサ革命）」として知られ、「世界を驚かせた革命」として国際的な見出しを飾った。
1986年、コラソン・アキノ大統領は大統領令第392号を発し、マニラ首都圏委員会を改組・改変し、マニラ首都圏庁（Metropolitan Manila Authority）と改名した。首都圏の市長たちは、身内からこの機関の議長を選んだ。その後、1995年に共和国法7924号により再び編成され、現在のマニラ首都圏開発庁（MMDA）が誕生した。同庁の議長は大統領が任命し、市長のような選挙で選ばれる役職を兼任してはならない。
1988年は、フィリピン国内ではマニラ首都圏の失業率が最も高く、労働雇用省（DOLE）と国家統計局によれば、地域の労働人口の20.1%が失業者であった。
2014年末、当時のMMDA長官フランシス・トレンティーノは、ラグナ州サンペドロを18番目の加盟都市としてマニラ首都圏に含めることを提案した。トレンティーノは2015年1月のMMDA市長会議の初会合で、同市のMMDAへの加盟を推進すると述べた。 ココ・ピメンテル三世上院議員は、法案が成立すればサンペドロを別の立法区として次の国・地方選挙で開始しようとする第3029号法案を提出した。

## 地理

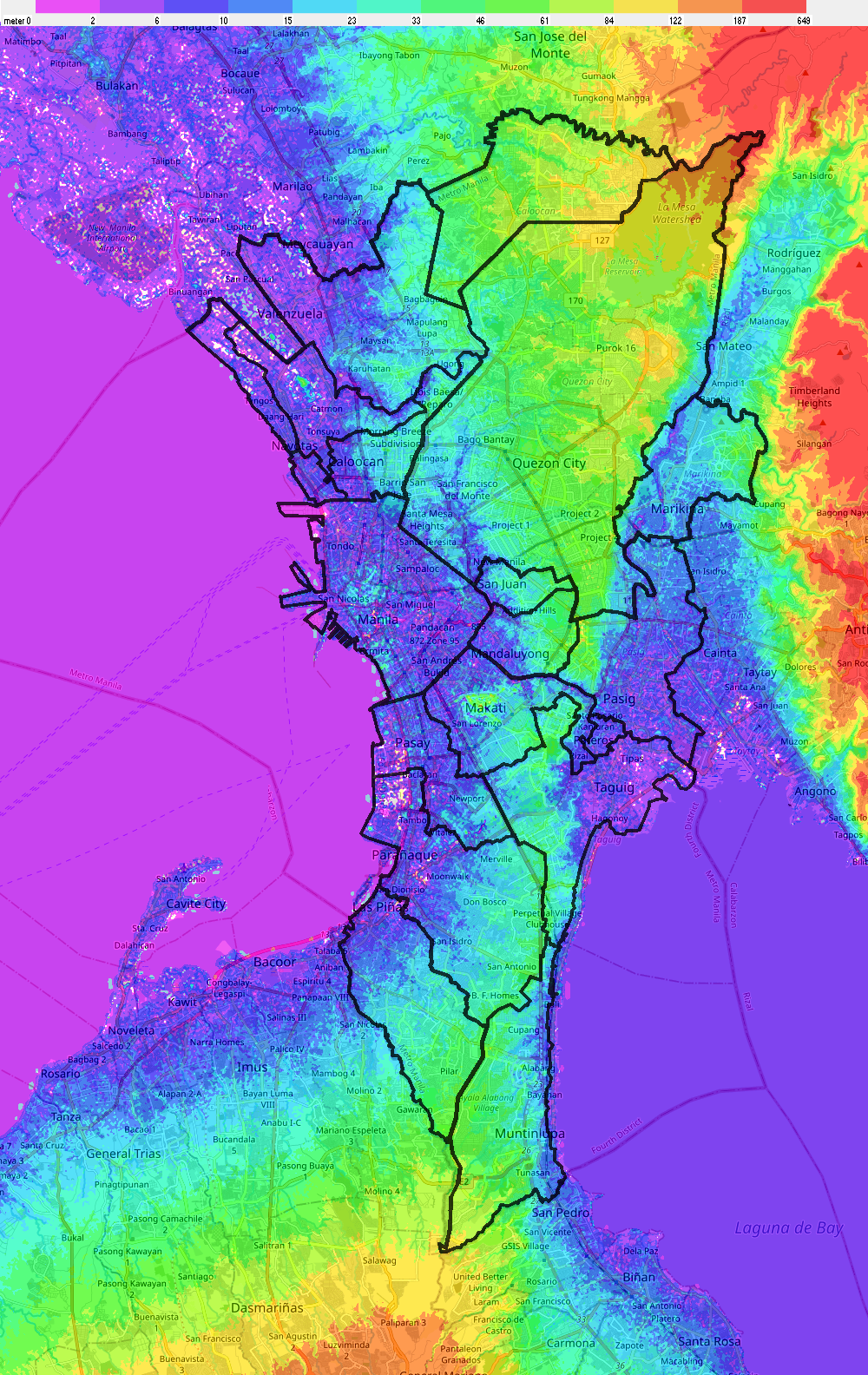
地形から、中央台地、沿岸低地、マリキナ谷の3つに分けられる

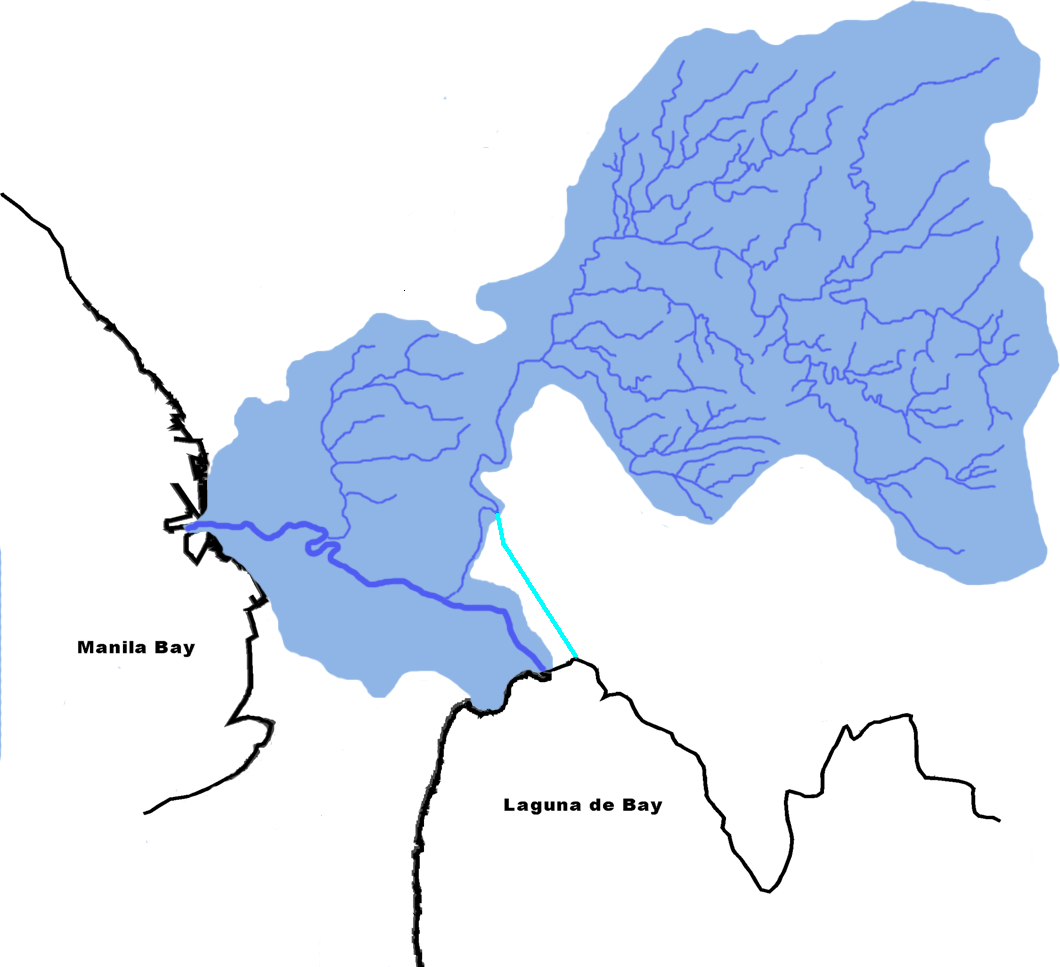
パシッグ・マリキナ川水系の排水地図

マニラ首都圏は、ルソン島の南西部に位置しており、西はパシッグ川の河口から、東はマリキナ谷の高地まで続く平坦な沖積地沿いに位置する地域である。地理的には、海岸線、グアダルーペ台地、マリキナ谷、ラグーナ低地の4つのゾーンに区分される。
海岸線（Coastal Margin）または低地（Lowland）は、マニラ湾に面した平坦な低地の地域である。マニラ市、ナヴォタス、マラボン、そしてパサイとパラニャーケの西部と干拓地があり、マニラ湾に面した標高ゼロメートルからマンダルヨン、マカティ西側の標高5メートルまでの範囲に渡る。沿岸低地（Coastal Lowland）は、沖合漁業や養殖場開発の資源を持ち、この地域の様々な埋立プロジェクトは複合都市開発のためのものである。
中央台地（Central Plateau）またはグアダルーペ台地（Guadalupe Plateau）は、その強固な地理的地盤だけでなく、ルソン島の他の地域との既存のインフラ接続により、都市開発活動への適応性が最も高い地域である。主に住宅地であり、サンフアン、マカティ、ケソン市といった人口密集地や、カローカン、マンダルヨンの大部分を含んでいる。標高は20mから40mで、西側は低く、北西側では70mから100m以上になる。パシグ川沿いの地域は狭めである。
マリキナ谷（Marikina Valley）は、マリキナ川沿いの氾濫原とバエ湖沿いのデルタ地帯である。標高はバエ湖側で2m、北側のモンタルバン側で30mである。周囲は中央台地とリサール州の山々に囲まれている。マリキナ川は工業用水や放流用水として利用されている。
ラグーナ低地（Laguna Lowlands）は、農業や養殖業に適しているだけでなく、産業活動にも適している。

### 自然災害
マニラ首都圏は今まで、地震、洪水、台風など、さまざまな自然災害にさらされてきた。マリキナ谷断層をはじめとする活断層に囲まれており、フィリピン断層、ルバング断層、マニラ海溝、カシグラン断層などの遠くの断層も脅威である。特にヴァレンズエラ、マラボン、カローカン、ナヴォタス、マニラ市、パサイ、パラニャーケ、ラスピニャスといった低地の地域では、マニラ湾の潮流と関連して毎年洪水が起こっている。一方、マリキナ、パシグ、タギッグ、パテロスといったマリキナ谷沿いの内陸部の地域でも、ラグーナ湾に近く、土壌の排水が悪いことから、水位が浅い洪水が発生しやすい。洪水リスクは、火山岩が海抜40mから70mまでそびえるケソン市、サンフアン、マカティ、マンダルヨン、モンティンルパなどのグアダルーペ台地に沿った都市では低いとされている。また、マニラには年間およそ5から7の台風が上陸する。スイス・リーの調査では、マニラは東京に次ぐ、住むのに危険な首都としてランク付けされている。

### 気候
ケッペンの気候区分によると、マニラ首都圏には2つの気候が存在している。大半の地域はサバナ気候（Aw）に区分され、シエラマドレ山脈の麓に位置する北東部の一部のみ熱帯モンスーン気候（Am）である。マニラは、フィリピンの他の地域と同様、全域が熱帯地域に属している。赤道に近いため、気温は年間を通じて高く、15℃以下や39℃以上になることはほとんどない。1914年1月11日の14.4℃、1915年5月7日の38.5℃など、過去には気温の極端な変動があった。
湿度は一年を通して非常に高い。マニラには12月から4月までの明確な乾季と、残りの期間の比較的長い、気温がやや下がる雨季がある。雨季は、一日中雨が降ることはほぼないものの、短時間に非常に多くの雨が降る。台風は通常6月から9月にかけて発生する。
| マニラ市、港湾地域（1981年から2010年）の気候の気候 | マニラ市、港湾地域（1981年から2010年）の気候の気候 | マニラ市、港湾地域（1981年から2010年）の気候の気候 | マニラ市、港湾地域（1981年から2010年）の気候の気候 | マニラ市、港湾地域（1981年から2010年）の気候の気候 | マニラ市、港湾地域（1981年から2010年）の気候の気候 | マニラ市、港湾地域（1981年から2010年）の気候の気候 | マニラ市、港湾地域（1981年から2010年）の気候の気候 | マニラ市、港湾地域（1981年から2010年）の気候の気候 | マニラ市、港湾地域（1981年から2010年）の気候の気候 | マニラ市、港湾地域（1981年から2010年）の気候の気候 | マニラ市、港湾地域（1981年から2010年）の気候の気候 | マニラ市、港湾地域（1981年から2010年）の気候の気候 | マニラ市、港湾地域（1981年から2010年）の気候の気候 |
| 月                                                 | 1月                                                | 2月                                                | 3月                                                | 4月                                                | 5月                                                | 6月                                                | 7月                                                | 8月                                                | 9月                                                | 10月                                               | 11月                                               | 12月                                               | 年                                                 |
| -------------------------------------------------- | -------------------------------------------------- | -------------------------------------------------- | -------------------------------------------------- | -------------------------------------------------- | -------------------------------------------------- | -------------------------------------------------- | -------------------------------------------------- | -------------------------------------------------- | -------------------------------------------------- | -------------------------------------------------- | -------------------------------------------------- | -------------------------------------------------- | -------------------------------------------------- |
| 最高気温記録 °C （°F）                             | 36.5 (97.7)                                        | 35.6 (96.1)                                        | 36.8 (98.2)                                        | 38.0 (100.4)                                       | 38.6 (101.5)                                       | 37.6 (99.7)                                        | 36.5 (97.7)                                        | 35.6 (96.1)                                        | 35.3 (95.5)                                        | 35.8 (96.4)                                        | 35.6 (96.1)                                        | 34.6 (94.3)                                        | 38.6 (101.5)                                       |
| 平均最高気温 °C （°F）                             | 29.6 (85.3)                                        | 30.6 (87.1)                                        | 32.1 (89.8)                                        | 33.5 (92.3)                                        | 33.2 (91.8)                                        | 32.2 (90)                                          | 31.2 (88.2)                                        | 30.8 (87.4)                                        | 31.0 (87.8)                                        | 31.1 (88)                                          | 30.9 (87.6)                                        | 29.8 (85.6)                                        | 31.3 (88.3)                                        |
| 日平均気温 °C （°F）                               | 26.7 (80.1)                                        | 27.4 (81.3)                                        | 28.7 (83.7)                                        | 30.1 (86.2)                                        | 30.0 (86)                                          | 29.3 (84.7)                                        | 28.5 (83.3)                                        | 28.3 (82.9)                                        | 28.4 (83.1)                                        | 28.4 (83.1)                                        | 28.0 (82.4)                                        | 27.0 (80.6)                                        | 28.4 (83.1)                                        |
| 平均最低気温 °C （°F）                             | 23.8 (74.8)                                        | 24.2 (75.6)                                        | 25.3 (77.5)                                        | 26.6 (79.9)                                        | 26.9 (80.4)                                        | 26.4 (79.5)                                        | 25.9 (78.6)                                        | 25.8 (78.4)                                        | 25.7 (78.3)                                        | 25.7 (78.3)                                        | 25.1 (77.2)                                        | 24.2 (75.6)                                        | 25.5 (77.9)                                        |
| 最低気温記録 °C （°F）                             | 14.5 (58.1)                                        | 15.6 (60.1)                                        | 16.2 (61.2)                                        | 17.2 (63)                                          | 20.0 (68)                                          | 20.1 (68.2)                                        | 19.4 (66.9)                                        | 18.0 (64.4)                                        | 20.2 (68.4)                                        | 19.5 (67.1)                                        | 16.8 (62.2)                                        | 15.7 (60.3)                                        | 14.5 (58.1)                                        |
| 雨量 mm （inch）                                   | 17.3 (0.681)                                       | 14.2 (0.559)                                       | 15.8 (0.622)                                       | 23.7 (0.933)                                       | 147.2 (5.795)                                      | 253.5 (9.98)                                       | 420.5 (16.555)                                     | 432.4 (17.024)                                     | 355.1 (13.98)                                      | 234.8 (9.244)                                      | 121.7 (4.791)                                      | 67.4 (2.654)                                       | 2,103.6 (82.819)                                   |
| 平均降雨日数 （≥0.1 mm）                           | 4                                                  | 3                                                  | 3                                                  | 4                                                  | 10                                                 | 17                                                 | 21                                                 | 21                                                 | 20                                                 | 17                                                 | 12                                                 | 7                                                  | 139                                                |
| % 湿度                                             | 72                                                 | 69                                                 | 67                                                 | 66                                                 | 71                                                 | 76                                                 | 79                                                 | 81                                                 | 80                                                 | 78                                                 | 75                                                 | 74                                                 | 74                                                 |
| 平均月間日照時間                                   | 177                                                | 198                                                | 226                                                | 258                                                | 223                                                | 162                                                | 133                                                | 133                                                | 132                                                | 158                                                | 153                                                | 152                                                | 2,105                                              |
| 出典1：PAGASA                                      |                                                    |                                                    |                                                    |                                                    |                                                    |                                                    |                                                    |                                                    |                                                    |                                                    |                                                    |                                                    |                                                    |
| 出典2：デンマーク気象研究所 (sun, 1931–1960)       |                                                    |                                                    |                                                    |                                                    |                                                    |                                                    |                                                    |                                                    |                                                    |                                                    |                                                    |                                                    |                                                    |

| パサイ、ニノイ・アキノ国際空港（1981年から2010年）の気候の気候 | パサイ、ニノイ・アキノ国際空港（1981年から2010年）の気候の気候 | パサイ、ニノイ・アキノ国際空港（1981年から2010年）の気候の気候 | パサイ、ニノイ・アキノ国際空港（1981年から2010年）の気候の気候 | パサイ、ニノイ・アキノ国際空港（1981年から2010年）の気候の気候 | パサイ、ニノイ・アキノ国際空港（1981年から2010年）の気候の気候 | パサイ、ニノイ・アキノ国際空港（1981年から2010年）の気候の気候 | パサイ、ニノイ・アキノ国際空港（1981年から2010年）の気候の気候 | パサイ、ニノイ・アキノ国際空港（1981年から2010年）の気候の気候 | パサイ、ニノイ・アキノ国際空港（1981年から2010年）の気候の気候 | パサイ、ニノイ・アキノ国際空港（1981年から2010年）の気候の気候 | パサイ、ニノイ・アキノ国際空港（1981年から2010年）の気候の気候 | パサイ、ニノイ・アキノ国際空港（1981年から2010年）の気候の気候 | パサイ、ニノイ・アキノ国際空港（1981年から2010年）の気候の気候 |
| 月                                                             | 1月                                                            | 2月                                                            | 3月                                                            | 4月                                                            | 5月                                                            | 6月                                                            | 7月                                                            | 8月                                                            | 9月                                                            | 10月                                                           | 11月                                                           | 12月                                                           | 年                                                             |
| -------------------------------------------------------------- | -------------------------------------------------------------- | -------------------------------------------------------------- | -------------------------------------------------------------- | -------------------------------------------------------------- | -------------------------------------------------------------- | -------------------------------------------------------------- | -------------------------------------------------------------- | -------------------------------------------------------------- | -------------------------------------------------------------- | -------------------------------------------------------------- | -------------------------------------------------------------- | -------------------------------------------------------------- | -------------------------------------------------------------- |
| 最高気温記録 °C （°F）                                         | 35.8 (96.4)                                                    | 35.1 (95.2)                                                    | 36.5 (97.7)                                                    | 37.8 (100)                                                     | 38.1 (100.6)                                                   | 38.0 (100.4)                                                   | 36.0 (96.8)                                                    | 35.2 (95.4)                                                    | 34.9 (94.8)                                                    | 36.0 (96.8)                                                    | 35.8 (96.4)                                                    | 34.2 (93.6)                                                    | 38.1 (100.6)                                                   |
| 平均最高気温 °C （°F）                                         | 30.2 (86.4)                                                    | 31.0 (87.8)                                                    | 32.5 (90.5)                                                    | 34.1 (93.4)                                                    | 33.8 (92.8)                                                    | 32.5 (90.5)                                                    | 31.3 (88.3)                                                    | 30.8 (87.4)                                                    | 31.0 (87.8)                                                    | 31.1 (88)                                                      | 31.1 (88)                                                      | 30.2 (86.4)                                                    | 31.6 (88.9)                                                    |
| 日平均気温 °C （°F）                                           | 26.1 (79)                                                      | 26.7 (80.1)                                                    | 28.0 (82.4)                                                    | 29.5 (85.1)                                                    | 29.7 (85.5)                                                    | 28.8 (83.8)                                                    | 28.0 (82.4)                                                    | 27.7 (81.9)                                                    | 27.8 (82)                                                      | 27.7 (81.9)                                                    | 27.4 (81.3)                                                    | 26.5 (79.7)                                                    | 27.8 (82)                                                      |
| 平均最低気温 °C （°F）                                         | 22.0 (71.6)                                                    | 22.5 (72.5)                                                    | 23.6 (74.5)                                                    | 25.0 (77)                                                      | 25.5 (77.9)                                                    | 25.1 (77.2)                                                    | 24.6 (76.3)                                                    | 24.6 (76.3)                                                    | 24.6 (76.3)                                                    | 24.3 (75.7)                                                    | 23.7 (74.7)                                                    | 22.7 (72.9)                                                    | 24.0 (75.2)                                                    |
| 最低気温記録 °C （°F）                                         | 14.8 (58.6)                                                    | 14.6 (58.3)                                                    | 16.0 (60.8)                                                    | 18.7 (65.7)                                                    | 19.1 (66.4)                                                    | 20.0 (68)                                                      | 18.3 (64.9)                                                    | 17.4 (63.3)                                                    | 19.1 (66.4)                                                    | 18.0 (64.4)                                                    | 17.2 (63)                                                      | 16.3 (61.3)                                                    | 14.6 (58.3)                                                    |
| 雨量 mm （inch）                                               | 6.8 (0.268)                                                    | 4.2 (0.165)                                                    | 4.0 (0.157)                                                    | 16.0 (0.63)                                                    | 70.4 (2.772)                                                   | 265.2 (10.441)                                                 | 316.7 (12.469)                                                 | 418.4 (16.472)                                                 | 255.2 (10.047)                                                 | 283.4 (11.157)                                                 | 99.0 (3.898)                                                   | 28.6 (1.126)                                                   | 1,767.8 (69.598)                                               |
| 平均降雨日数 （≥0.1 mm）                                       | 2                                                              | 1                                                              | 1                                                              | 1                                                              | 6                                                              | 14                                                             | 16                                                             | 19                                                             | 16                                                             | 14                                                             | 8                                                              | 3                                                              | 101                                                            |
| % 湿度                                                         | 75                                                             | 72                                                             | 68                                                             | 67                                                             | 72                                                             | 77                                                             | 81                                                             | 83                                                             | 83                                                             | 80                                                             | 78                                                             | 76                                                             | 76                                                             |
| 出典：PAGASA                                                   |                                                                |                                                                |                                                                |                                                                |                                                                |                                                                |                                                                |                                                                |                                                                |                                                                |                                                                |                                                                |                                                                |

| ケソン市、サイエンスガーデン（1981年から2010年）の気候の気候 | ケソン市、サイエンスガーデン（1981年から2010年）の気候の気候 | ケソン市、サイエンスガーデン（1981年から2010年）の気候の気候 | ケソン市、サイエンスガーデン（1981年から2010年）の気候の気候 | ケソン市、サイエンスガーデン（1981年から2010年）の気候の気候 | ケソン市、サイエンスガーデン（1981年から2010年）の気候の気候 | ケソン市、サイエンスガーデン（1981年から2010年）の気候の気候 | ケソン市、サイエンスガーデン（1981年から2010年）の気候の気候 | ケソン市、サイエンスガーデン（1981年から2010年）の気候の気候 | ケソン市、サイエンスガーデン（1981年から2010年）の気候の気候 | ケソン市、サイエンスガーデン（1981年から2010年）の気候の気候 | ケソン市、サイエンスガーデン（1981年から2010年）の気候の気候 | ケソン市、サイエンスガーデン（1981年から2010年）の気候の気候 | ケソン市、サイエンスガーデン（1981年から2010年）の気候の気候 |
| 月                                                           | 1月                                                          | 2月                                                          | 3月                                                          | 4月                                                          | 5月                                                          | 6月                                                          | 7月                                                          | 8月                                                          | 9月                                                          | 10月                                                         | 11月                                                         | 12月                                                         | 年                                                           |
| ------------------------------------------------------------ | ------------------------------------------------------------ | ------------------------------------------------------------ | ------------------------------------------------------------ | ------------------------------------------------------------ | ------------------------------------------------------------ | ------------------------------------------------------------ | ------------------------------------------------------------ | ------------------------------------------------------------ | ------------------------------------------------------------ | ------------------------------------------------------------ | ------------------------------------------------------------ | ------------------------------------------------------------ | ------------------------------------------------------------ |
| 最高気温記録 °C （°F）                                       | 34.7 (94.5)                                                  | 35.6 (96.1)                                                  | 36.8 (98.2)                                                  | 38.0 (100.4)                                                 | 38.5 (101.3)                                                 | 38.0 (100.4)                                                 | 36.2 (97.2)                                                  | 35.8 (96.4)                                                  | 35.4 (95.7)                                                  | 35.4 (95.7)                                                  | 35.0 (95)                                                    | 34.7 (94.5)                                                  | 38.5 (101.3)                                                 |
| 平均最高気温 °C （°F）                                       | 30.6 (87.1)                                                  | 31.7 (89.1)                                                  | 33.4 (92.1)                                                  | 35.0 (95)                                                    | 34.7 (94.5)                                                  | 33.1 (91.6)                                                  | 31.9 (89.4)                                                  | 31.3 (88.3)                                                  | 31.6 (88.9)                                                  | 31.6 (88.9)                                                  | 31.4 (88.5)                                                  | 30.5 (86.9)                                                  | 32.2 (90)                                                    |
| 日平均気温 °C （°F）                                         | 25.7 (78.3)                                                  | 26.3 (79.3)                                                  | 27.8 (82)                                                    | 29.4 (84.9)                                                  | 29.7 (85.5)                                                  | 28.8 (83.8)                                                  | 28.0 (82.4)                                                  | 27.8 (82)                                                    | 27.8 (82)                                                    | 27.6 (81.7)                                                  | 27.1 (80.8)                                                  | 26.0 (78.8)                                                  | 27.7 (81.9)                                                  |
| 平均最低気温 °C （°F）                                       | 20.8 (69.4)                                                  | 20.9 (69.6)                                                  | 22.1 (71.8)                                                  | 23.7 (74.7)                                                  | 24.7 (76.5)                                                  | 24.6 (76.3)                                                  | 24.1 (75.4)                                                  | 24.2 (75.6)                                                  | 24.0 (75.2)                                                  | 23.5 (74.3)                                                  | 22.7 (72.9)                                                  | 21.6 (70.9)                                                  | 23.1 (73.6)                                                  |
| 最低気温記録 °C （°F）                                       | 15.5 (59.9)                                                  | 15.1 (59.2)                                                  | 14.9 (58.8)                                                  | 17.2 (63)                                                    | 17.8 (64)                                                    | 18.1 (64.6)                                                  | 17.7 (63.9)                                                  | 17.8 (64)                                                    | 20.0 (68)                                                    | 18.6 (65.5)                                                  | 15.6 (60.1)                                                  | 15.1 (59.2)                                                  | 14.9 (58.8)                                                  |
| 雨量 mm （inch）                                             | 18.5 (0.728)                                                 | 14.6 (0.575)                                                 | 24.8 (0.976)                                                 | 40.4 (1.591)                                                 | 186.7 (7.35)                                                 | 316.5 (12.461)                                               | 493.3 (19.421)                                               | 504.2 (19.85)                                                | 451.2 (17.764)                                               | 296.6 (11.677)                                               | 148.8 (5.858)                                                | 78.7 (3.098)                                                 | 2,574.4 (101.354)                                            |
| 平均降雨日数 （≥0.1 mm）                                     | 4                                                            | 3                                                            | 4                                                            | 5                                                            | 12                                                           | 18                                                           | 22                                                           | 23                                                           | 22                                                           | 18                                                           | 14                                                           | 8                                                            | 153                                                          |
| % 湿度                                                       | 76                                                           | 73                                                           | 69                                                           | 67                                                           | 72                                                           | 79                                                           | 83                                                           | 84                                                           | 84                                                           | 83                                                           | 82                                                           | 79                                                           | 78                                                           |
| 出典：PAGASA                                                 |                                                              |                                                              |                                                              |                                                              |                                                              |                                                              |                                                              |                                                              |                                                              |                                                              |                                                              |                                                              |                                                              |

### 公園

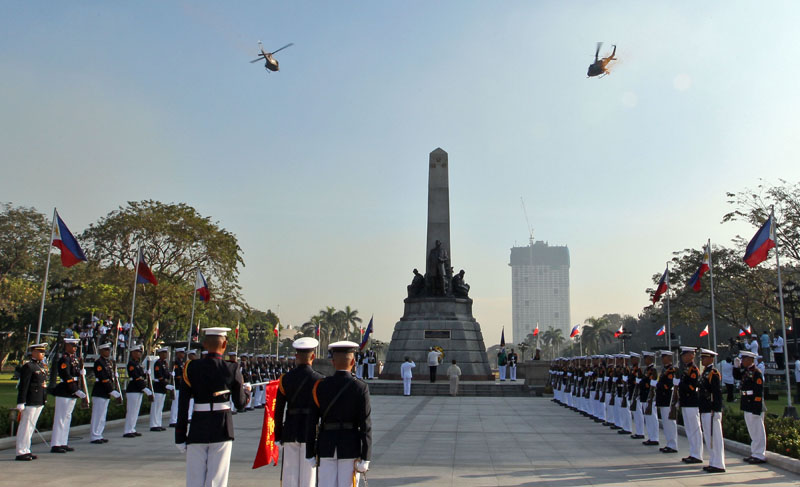
リサール公園での119回目のリサール記念日の様子

マニラ首都圏には、4つの国立公園が置かれている。マニラ市のリサール公園、パコ公園、サンチャゴ要塞、ケソン市のケソン記念国立公園である。リサール公園とパコ公園は国立公園開発委員会（NPDC）、サンチャゴ要塞はイントラムロス管理局によって管理されている。ケソン記念国立公園の管理は、ケソン市政府、国立歴史研究所、NPDCの三者協定により、ケソン市政府に移管された。また、この地域には、リサール公園、ニノイ・アキノ公園・野生生物センター、マニラ湾ビーチリゾートといった3つの保護区もある。
ルネタ公園としても知られるリサール公園は、58ヘクタール（140エーカー）の面積を持つアジア最大の都市公園と言われており、イントラムロスの歴史的城壁地域とともに、2009年の観光法に沿って観光事業区域となる中心地として指定された。 パコ公園は、スペイン植民地時代にドミニカ人によって建てられた市の墓地だった場所に再設計された庭園である。フィリピン景観建築の父と呼ばれるフィリピンの環境デザイナーIP・サントスに、墓地跡を公園にするための設計が依頼された。
マニラ動植物園は、1959年に設立されたアジアで最も古い動物園である。40歳のゾウ「マリ」をはじめ、90種1000頭以上の動物が飼育されている。毎週平均4,000人が来園しており、毎月約40,000人の観光客が訪れている。
ラ・メーサ・エコパークは、ラ・メーサ流域の周辺にある33ヘクタールの整備された地区である。メトロポリタン上下水道システム、ABS-CBN、ケソン市政府の共同パートナーシップによって設立された。ラ・メーサ・エコパークは、ニノイ・アキノ公園・野生生物センターとともに、フィリピンにおける重要な自然保護区となっている。
ラスピニャス・パラニャーケ重要生息地・エコツーリズム地域（LPPCHEA）は、2007年にフィリピン政府によって重要生息地として指定され、2013年にラムサール条約によって国際的に重要な湿地として登録された。LPPCHEAはパラニャーケのフリーダム島とラスピニャスのロング島からなり、175ヘクタールの土地に8種のマングローブ林、干潟、耐塩性の植物のある池、ラグーン、海外が特徴である。

## 政治
マニラ首都圏開発庁（MMDA）は、マニラ首都圏の公共サービスを行う機関である。主に、交通管理とゴミ収集に限定されているが、これまでマニラ首都圏は、地域政府機関であるマニラ首都圏委員会が管轄し、知事が率いていた。
2014年、マニラ首都圏に、新たな統治機関であるマニラ首都圏地域政府（MMRA）の設置を提案する法案が提出された。行政調整機関であることに限定されたMMDAとは異なり、MMRAは警察やその他の典型的な自治体の権限を持ち、バンサモロ自治地域に近いものである。
マニラ首都圏は、フィリピン国政の中心地であるため、国の行政機関の主要なオフィスはすべてマニラ首都圏にある。また、農地改革省、農務省、環境天然資源省、国家住宅局、フィリピン・ココナッツ庁はケソン市のケソンメモリアルサークル周辺に主要な事務所を構えている。
首都のマニラ市には、大統領の公邸と執務室であるマラカニアン宮殿がある。また、フィリピン最高裁判所も位置している。マニラには、控訴裁判所、フィリピン中央銀行、予算行政管理省、財務省、保健省、司法省、労働雇用省、公共事業道路省などの主要国家機関がある。一方、科学技術省はタギッグに、観光省はマカティに本部が置かれている。また、マニラ首都圏には、アジア開発銀行、フィリピン中央銀行、フィリピン開発銀行、フィリピン土地銀行、国家経済開発当局などの重要な経済・金融機関の本部を置かれている。
パサイにある公務員保険機構の本部は、フィリピン上院の拠点となっている。一方、フィリピン下院はサンディガンバヤンとともにケソン市のバタサン・パンバンサ・コンプレックスを拠点としている。ココナッツパレスは、2010年から2016年までフィリピン副大統領の執務室と住居として使用されていたが、2016年以降はケソンシティ・レセプションハウスを使用している。
在フィリピン日本国大使館はパサイに位置している。

### 行政区
マニラ首都圏内自治体の行政上の境界は、1975年以来、変更されていない。16の市 (City) と1つの町 (Municipality、パテロスのみ) から構成されており、市すべて高度都市化市（highly urbanized cities）として独立している。下位行政単位はバランガイ (Barangay) であり、これが地方行政区の最小単位である。これら地方自治体を LGU (Local Government Unit) と呼び、内務・地方政府省 (Department of Interior and Local Government, DILG)が管轄している。

マニラ首都圏の行政区域（2019年）

| | \| 都市 \| 都市 \| 人口 (2020) \| 人口 (2020) \| 面積[a] \| 人口密度 \| 加盟年 \| \| \| \| \| \| (km2) \| (/km2) \| \| \| ----------------------------------------------------------------------------------------------------------------------------------------------------------- \| ----------- \| ----------- \| ----------- \| ------- \| -------- \| ------ \| \| カローカン \| Caloocan \| 12.3% \| 1,661,584 \| 57.90 \| 31,000 \| 1962 \| \| ラスピニャス \| Las Piñas \| 4.5% \| 606,293 \| 31.40 \| 19,000 \| 1997 \| \| マカティ \| Makati \| 4.7% \| 629,616 \| 27.40 \| 23,000 \| 1995 \| \| マラボン \| Malabon \| 2.8% \| 380,522 \| 16.50 \| 24,000 \| 2001 \| \| マンダルヨン \| Mandaluyong \| 3.2% \| 425,758 \| 13.50 \| 38,000 \| 1994 \| \| マニラ \| Manila \| 13.7% \| 1,846,513 \| 38.80 \| 43,000 \| 1571 \| \| マリキナ \| Marikina \| 3.4% \| 456,059 \| 35.10 \| 20,000 \| 1996 \| \| モンティンルパ \| Muntinlupa \| 4.0% \| 543,445 \| 48.60 \| 13,000 \| 1995 \| \| ナヴォタス \| Navotas \| 1.8% \| 247,543 \| 12.60 \| 22,000 \| 2007 \| \| パラニャーケ \| Parañaque \| 5.1% \| 689,992 \| 36.90 \| 15,000 \| 1998 \| \| パサイ \| Pasay \| 3.3% \| 440,656 \| 13.90 \| 24,000 \| 1947 \| \| パシッグ \| Pasig \| 6.0% \| 803,059 \| 32.40 \| 26,000 \| 1995 \| \| パテロス \| Pateros \| 0.5% \| 65,227 \| 2.20[b] \| 37,000 \| 1909 \| \| ケソン市 \| Quezon City \| 22.0% \| 2,960,048 \| 168.60 \| 18,000 \| 1939 \| \| サンフアン \| San Juan \| 0.9% \| 126,347 \| 7.50 \| 22,000 \| 2007 \| \| タギッグ \| Taguig \| 6.6% \| 886,722 \| 46.20 \| 20,000 \| 2004 \| \| ヴァレンズエラ \| Valenzuela \| 5.3% \| 714,978 \| 46.50 \| 16,000 \| 1998 \| \| 合計 \| 合計 \| 合計 \| 13,484,462 \| 636.00 \| 21,000 \| \| \| 1. ^ 面積はフィリピン火山地震研究所およびジオサイエンス・オーストラリア（英語版）より引用[19][20] 2. ^ パテロスの面積は、パテロス町公式ホームページより[21] \| \| \| \| \| \| \|- 歴史的中心・首都 |             |             |         |          |        |
| 都市 | 都市 | 人口 (2020) | 人口 (2020) | 面積[a] | 人口密度 | 加盟年 |
| | |             |             | (km2)   | (/km2)   |        |
| カローカン | Caloocan | 12.3%       | 1,661,584   | 57.90   | 31,000   | 1962   |
| ラスピニャス | Las Piñas | 4.5%        | 606,293     | 31.40   | 19,000   | 1997   |
| マカティ | Makati | 4.7%        | 629,616     | 27.40   | 23,000   | 1995   |
| マラボン | Malabon | 2.8%        | 380,522     | 16.50   | 24,000   | 2001   |
| マンダルヨン | Mandaluyong | 3.2%        | 425,758     | 13.50   | 38,000   | 1994   |
| マニラ | Manila | 13.7%       | 1,846,513   | 38.80   | 43,000   | 1571   |
| マリキナ | Marikina | 3.4%        | 456,059     | 35.10   | 20,000   | 1996   |
| モンティンルパ | Muntinlupa | 4.0%        | 543,445     | 48.60   | 13,000   | 1995   |
| ナヴォタス | Navotas | 1.8%        | 247,543     | 12.60   | 22,000   | 2007   |
| パラニャーケ | Parañaque | 5.1%        | 689,992     | 36.90   | 15,000   | 1998   |
| パサイ | Pasay | 3.3%        | 440,656     | 13.90   | 24,000   | 1947   |
| パシッグ | Pasig | 6.0%        | 803,059     | 32.40   | 26,000   | 1995   |
| パテロス | Pateros | 0.5%        | 65,227      | 2.20[b] | 37,000   | 1909   |
| ケソン市 | Quezon City | 22.0%       | 2,960,048   | 168.60  | 18,000   | 1939   |
| サンフアン | San Juan | 0.9%        | 126,347     | 7.50    | 22,000   | 2007   |
| タギッグ | Taguig | 6.6%        | 886,722     | 46.20   | 20,000   | 2004   |
| ヴァレンズエラ | Valenzuela | 5.3%        | 714,978     | 46.50   | 16,000   | 1998   |
| 合計 | 合計 | 合計        | 13,484,462  | 636.00  | 21,000   |        |
| 1. ^ 面積はフィリピン火山地震研究所およびジオサイエンス・オーストラリアより引用 2. ^ パテロスの面積は、パテロス町公式ホームページより | |             |             |         |          |        |

### 地区

マニラ首都圏の地区

| マニラ首都圏の地区                    | マニラ首都圏の地区                                                                       | マニラ首都圏の地区 | マニラ首都圏の地区 |
| 地区                                  | 都市                                                                                     | 人口 (2020)        | 面積               |
| ------------------------------------- | ---------------------------------------------------------------------------------------- | ------------------ | ------------------ |
| 首都地区 (1st District)               | マニラ                                                                                   | 1,846,513          | 42.88km2           |
| 東マニラ地区 (2nd District)           | - マンダルヨン - マリキナ - パシッグ - ケソン市 - サンフアン                             | 4,771,371          | 236.36km2          |
| 北マニラ地区(Camanava) (3rd District) | - カローカン - マラボン - ナヴォタス - ヴァレンズエラ                                    | 3,004,627          | 126.42km2          |
| 西マニラ地区 (4th District)           | - ラスピニャス - マカティ - モンティンルパ - パラニャーケ - パサイ - パテロス - タギッグ | 3,861,951          | 208.28km2          |
| マニラ首都圏                          |                                                                                          | 12,877,253         | 619.57km2          |
| 出典：面積                            |                                                                                          |                    |                    |

### 将来
ラグナ州のサンペドロをマニラ首都圏に含めることを望む声は多い。地方自治体や非政府組織の支援団体が、サンペドロをマニラ首都圏に編入するよう働きかけている。
サンペドロはマニラ首都圏の18番目のメンバーとして注目されている。前マニラ首都圏開発庁（MMDA）長官フランシス・トレンティーノは、サンペドロを首都圏に組み入れ、最終的に18番目の加盟都市とするよう尽力している。トレンティーノは、2015年1月のMMDA市長会議の初会合で、同市のMMDAへの加盟を推進すると述べた。

## 人口統計
マニラ首都圏の人口は、2020年国勢調査によると13,484,462人である。マニラ首都圏からブラカン州、カヴィテ州、ラグナ州、バタンガス州へと続く都市圏の総人口は、2015年時点で24,100,000人と推定されている。 フィリピンではカラバルソン地方に次いで人口が多く、最も人口密度の高い地域で、アジアで7番目に人口の多い都市圏で、世界でも4番目に人口の多い都市圏となっている。
マニラ首都圏で最も人口の多い都市は、ケソン市の2,960,048人、次いでマニラの1,846,513人、カローカンの1,661,584人と続いていく。

### 貧困・住宅・都市スラム

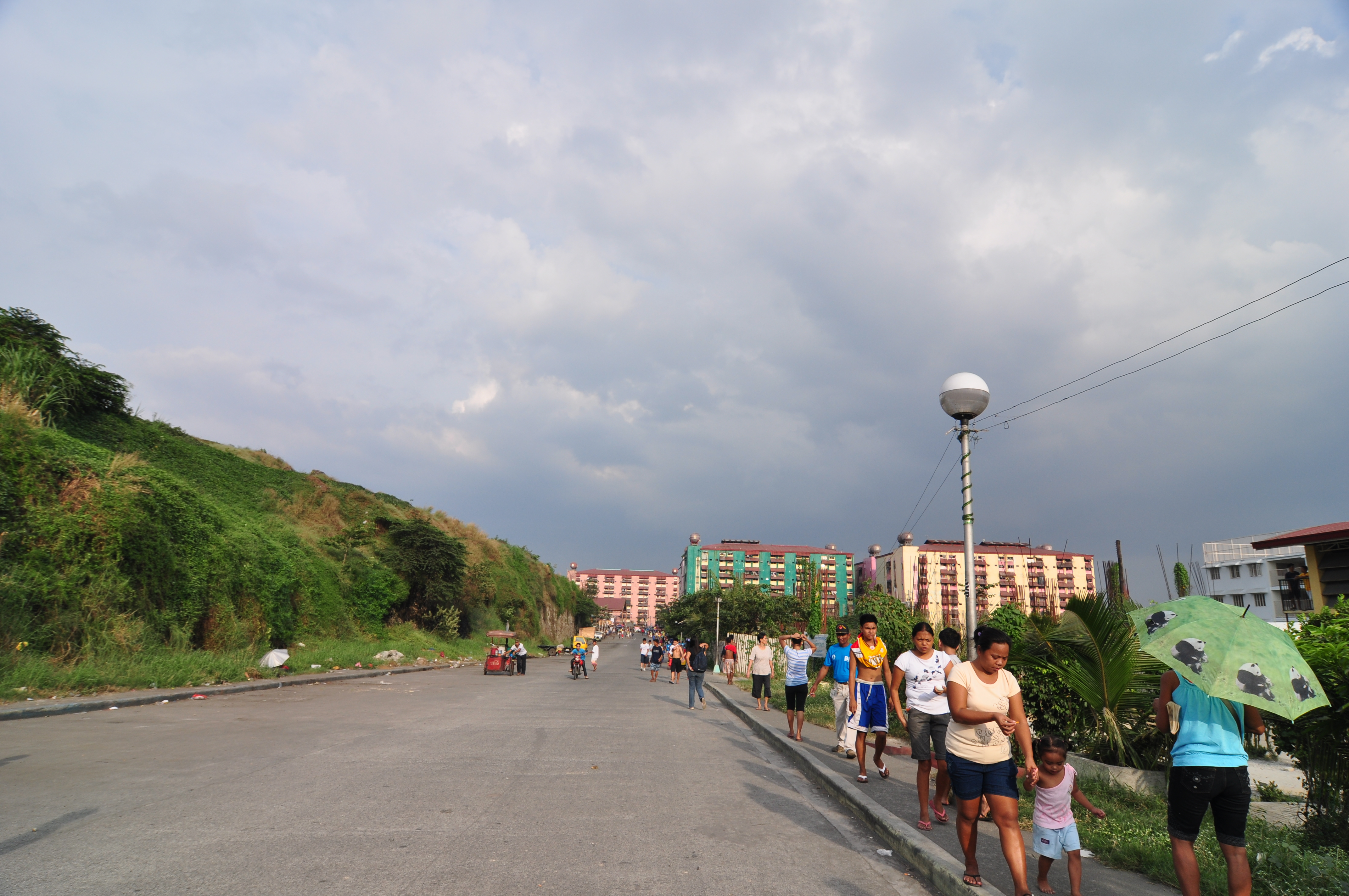
スモーキー・マウンテン開発・再生プロジェクトは、マニラ市トンドにある非公式居住者のための都市内移設住宅の代表的な例である。

1980年代から現在に至るまで、非公式居住者はマニラ首都圏の人口のおよそ3分の1を占めている。非公式居住者の大多数は中産階級に属している。2014年には、マニラ首都圏に住むスラム居住者は推定400万人となる。ホームレスもまた、マニラ首都圏の大きな問題となっている。 しかし、これらは都市内移転住宅の建設や、バタンガス州、ブラカン州、カビテ州、ラグナ州、リサール州などの近隣州に建設された低密度住宅への非公式居住者の家族の移転によって対処されている。
アメリカ占領下のマニラでは、衛生問題やビジネスエリア周辺への入植者の集中という問題に対処するための住宅政策がとられた。その中で、1930年代にはスラム街での営業規則や衛生法が制定された。この時期から1950年代にかけては、移転のための新しいコミュニティとしてケソン市ディリマンのプロジェクト1-8やトンドのビタス・テナントハウスなどが設置された。政府は1947年に公共住宅政策を実施し、人民住宅公社（PHHC）を設立した。その数年後、政府はスラム・クリアランス委員会を立ち上げ、PHHCの支援により、1960年代にトンドとケソン市からブラカン州サン・ホセ・デル・モンティのサパンパレイに数千世帯を移転させた。
フェルディナンド・マルコス大統領の時代には、世界銀行やアジア開発銀行が、移転先の開発や現地開発のプログラムを支援した。カビテ州のカルモナ、ダスマリニャス、ラグナ州のサンペドロが移転先として開設された。国家住宅局の設立とともに、大統領令772号は不法占拠を犯罪とし、フィリピンは南アフリカと共に不法占拠を犯罪とする国となった。政府は国家シェルタープログラムを策定し、これがすべての所得階層の住宅ニーズに対応するための全体的な枠組みとなった。
イメルダ・マルコスは、1986年に独裁政権が崩壊するまで、マニラ首都圏知事と人間居住・環境大臣（MHSE）を兼任していた。MHSEは世界銀行からの融資を通じて、マニラ首都圏だけでなく他の州でもサイトとサービスのバゴン・リプナン改善（BLISS）という住宅プロジェクトを開始した。
1960年から1992年にかけて、政府は約32万8000世帯をマニラ首都圏から25～40キロ離れた再定住地に移した。アジア住宅権利連合によれば、コラソン・アキノ政権時代には、政府は毎年10万人ほどを移転先に連れてきていた。この間、サパン・パライとカルモナの放棄率は60％であった。議会は1992年にRA 7279または都市開発・住宅法（UDHA）を制定した。この法律により、不法占拠者は「非公式居住者（informal settlers）」という新しい名称で呼ばれるようになった。基本的にUDHAは、都市部における土地の大規模な私的所有権を保護し、不法占拠者から保護することを保証するものであった。この法律はまた、国家シェルター計画（NSP）への民間セクターの参加範囲を広げることとなった。
グロリア・アロヨ政権中期には、政府のインフラ整備事業により、鉄道沿線、C4道路、C5道路、フォート・ボニファシオなどから数十万世帯が取り壊され、新しくできたブラカン、ヴァレンズエラ、カローカンに移転することとなった。

### 治安
2018年現在、日本の外務省はマニラ首都圏を、殺人、傷害・暴行、強盗、婦女暴行などの凶悪事件に遭遇する可能性が高い場所として注意喚起を行っている。

## 経済
マニラ首都圏は2018年のフィリピンの国内総生産（GDP）の36%を占めている。 さらに、一人当たりGDPは183,747ペソと同国で最も高い。 この地域の雇用率は2021年現在で91.3%である。ブルッキングス研究所によると、マニラ首都圏の2014年の産業別生産高のシェアは、貿易・観光が31.4%、事業・金融が28.6%、地元・非市場が15.6％、製造業が12.5％、運輸業が4.9％、建設業が4%、公共事業が2.8%、日用品が0.3%となっている。
不動産コンサルティング会社のジョーンズ・ラング・ラサールは、マニラ首都圏を「グローバルトップ30」に入れ、その競争力として、経済規模、多くの人口、膨大な国内総生産、BPOの専門性を挙げている。さらに、バンガロールとムンバイに次ぐ、ビジネス・プロセス・アウトソーシングのグローバルトップ都市として第3位に入っている。 
歴史的には、15世紀から商業貿易が盛んであったマニラ市のビノンドがマニラ首都圏の主要ビジネスエリアであった。しかし、1960年代になると、経済活動はビノンドからマカティに移行し、マカティはアジアでも有数の金融センターへと変貌を遂げた。しかしながら、ビノンドには多くの中国人が住み、ビジネスを行っているため、今日でも文化や金融の中心であり続けている。
マニラ首都圏の最低賃金は、非農業従事者が481ペソ（10.77ドル）、農業従事者が444ペソ（9.94ドル）で、国内全17地域の中で最も高い。 しかし2018年11月に25ペソの引き上げがなされ実行されている。

### ギャラリー

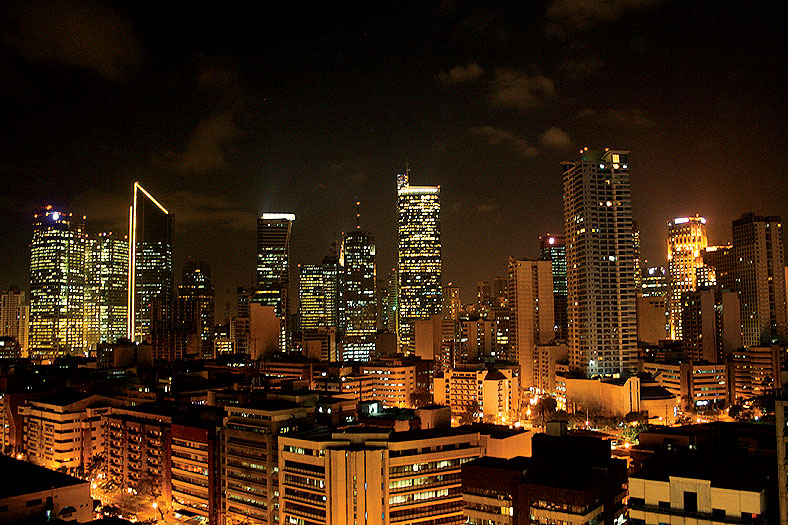
フィリピンの主要な中心業務地区であるマカティ中心業務地区
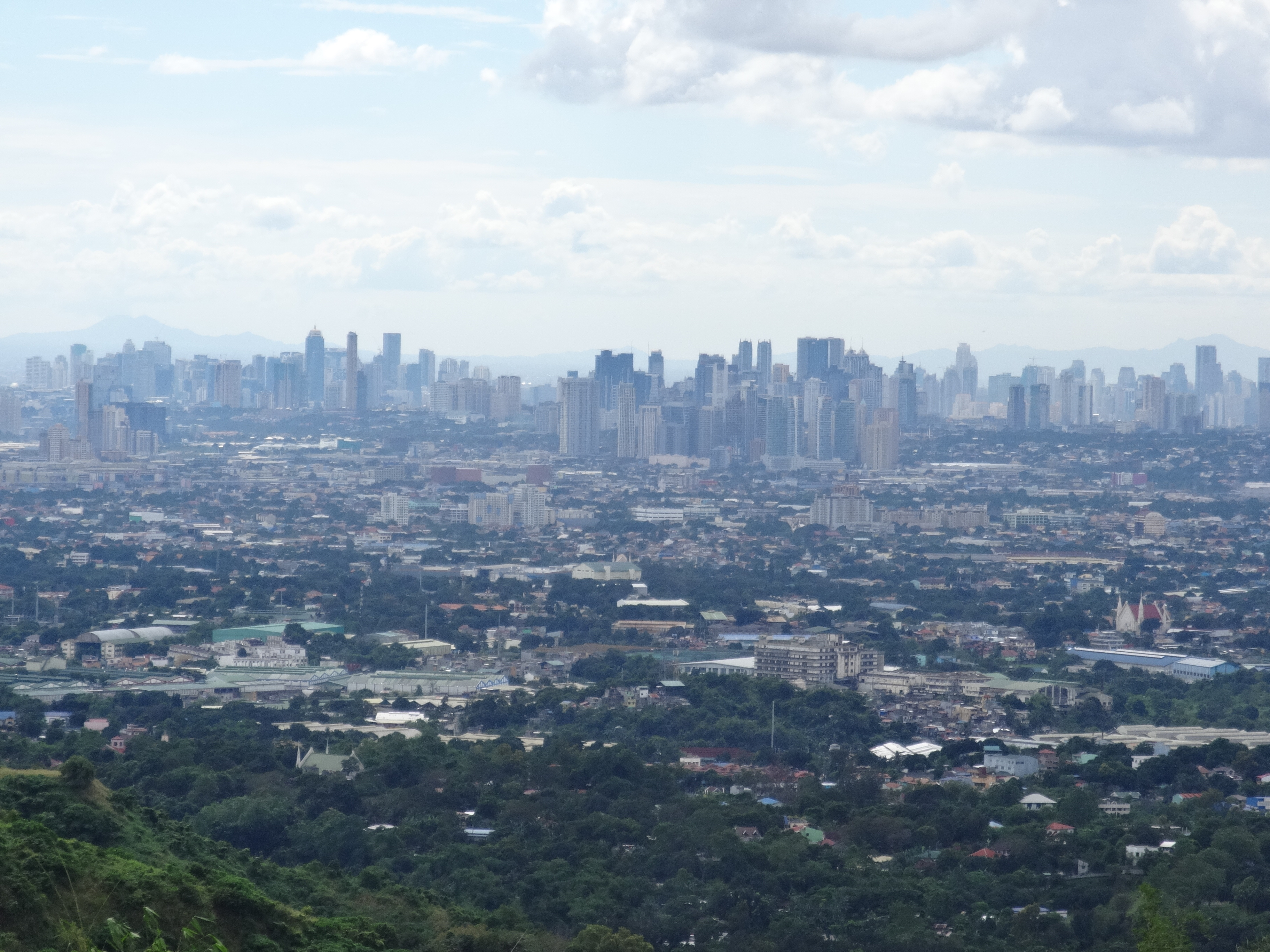
リサール州サンマテオから臨む、マカティ中心業務地区、オルティガス・センター、イーストウッド・シティ、ボニファシオ・グローバルシティの遠景
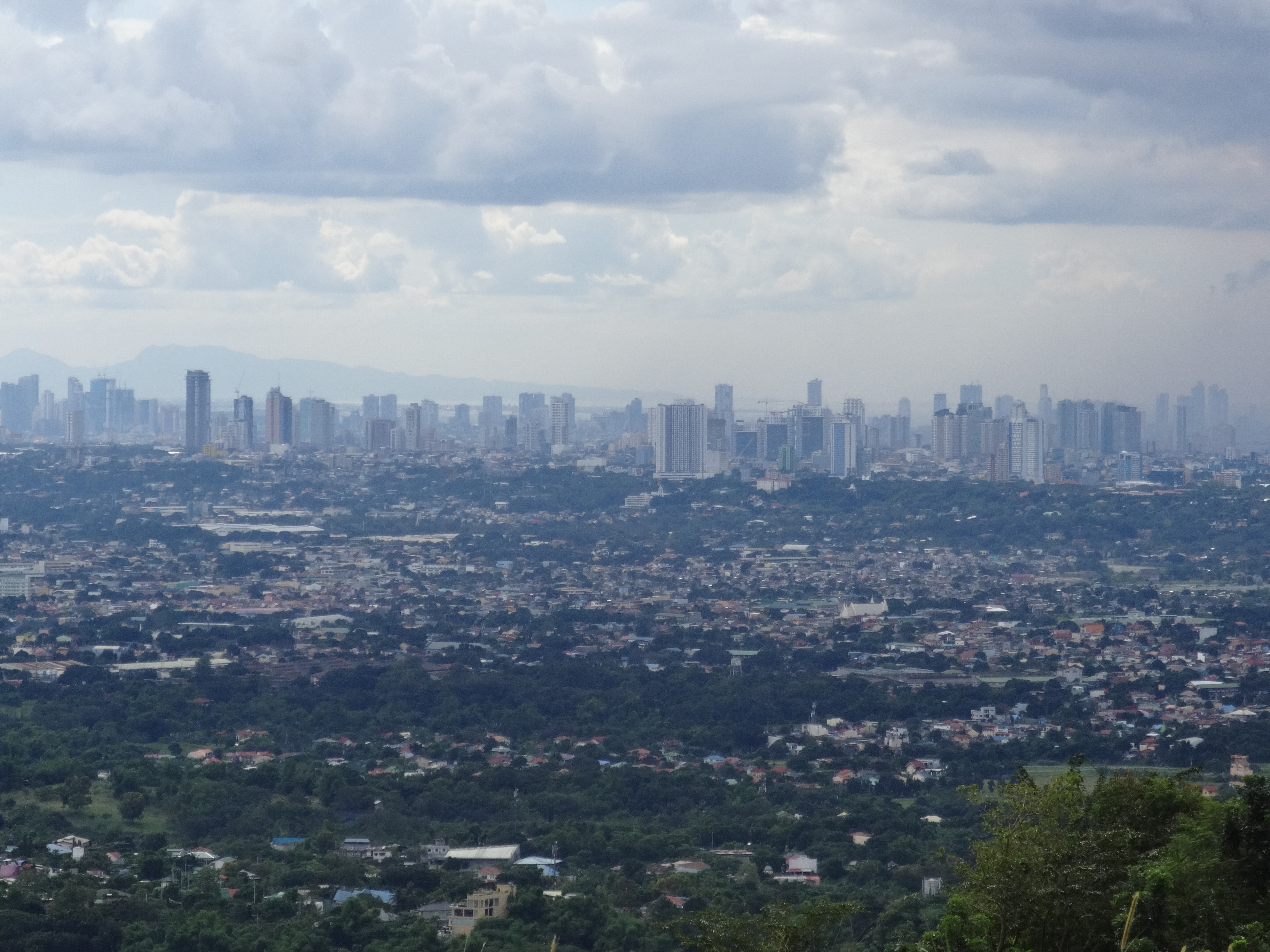
リサール州サンマテオから臨むマニラ首都圏北部のマニラ、アラネタ・シティ、ケソン市
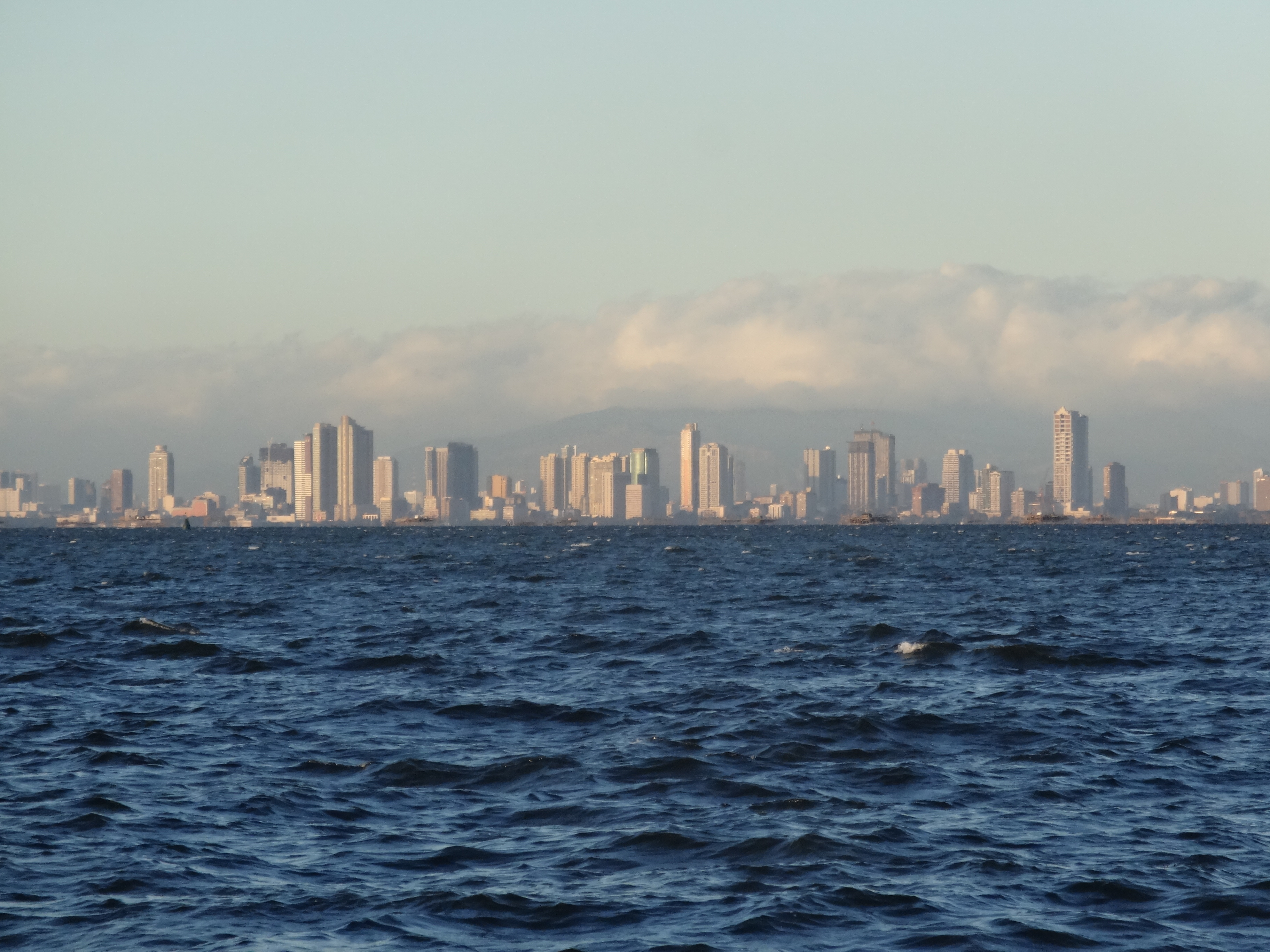
北部ロクサス・ブルバードの遠景
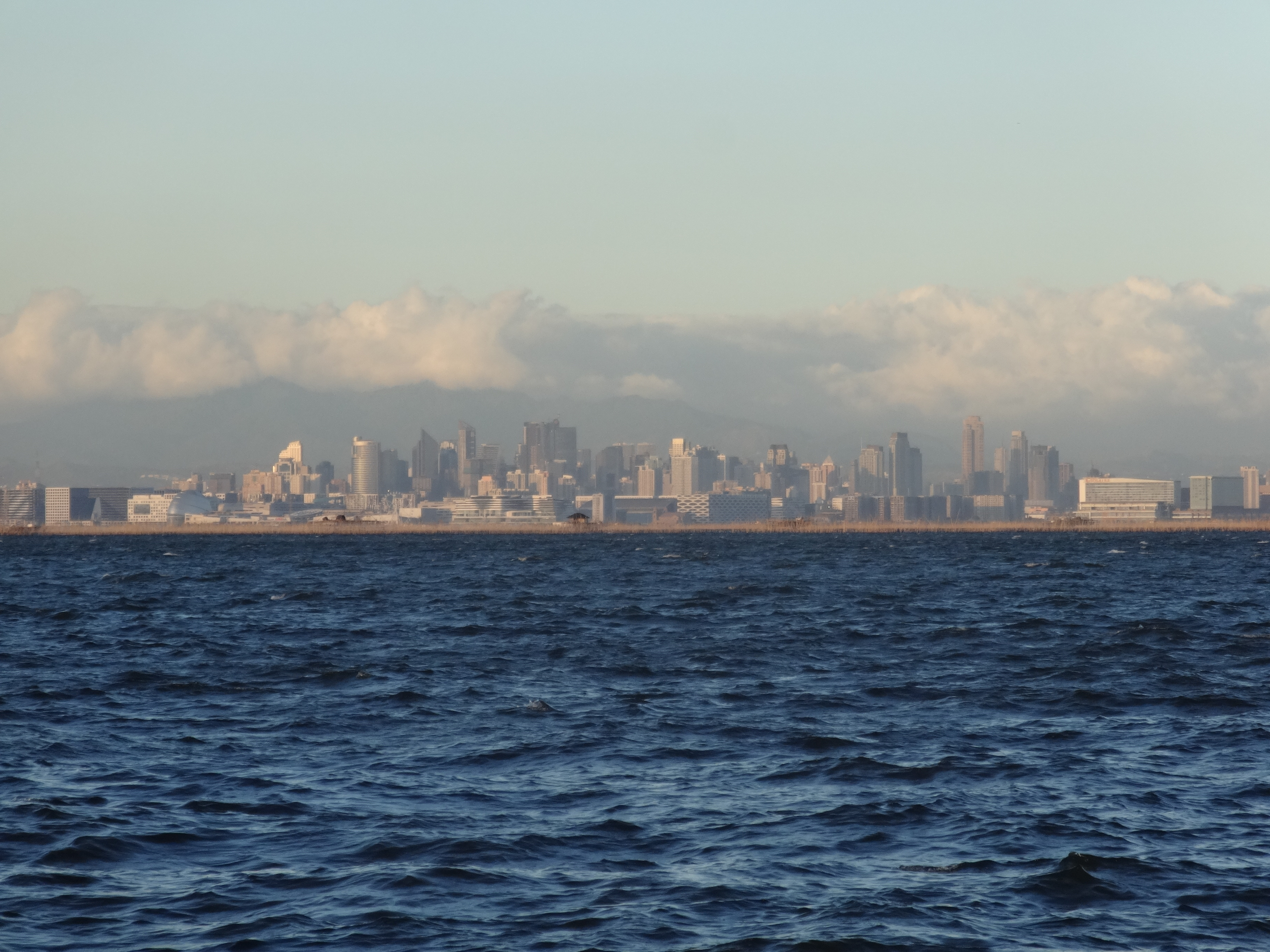
マニラ湾から臨むマカティ、ベイシティ、エンターテイメントシティの遠景

### 中心業務地区

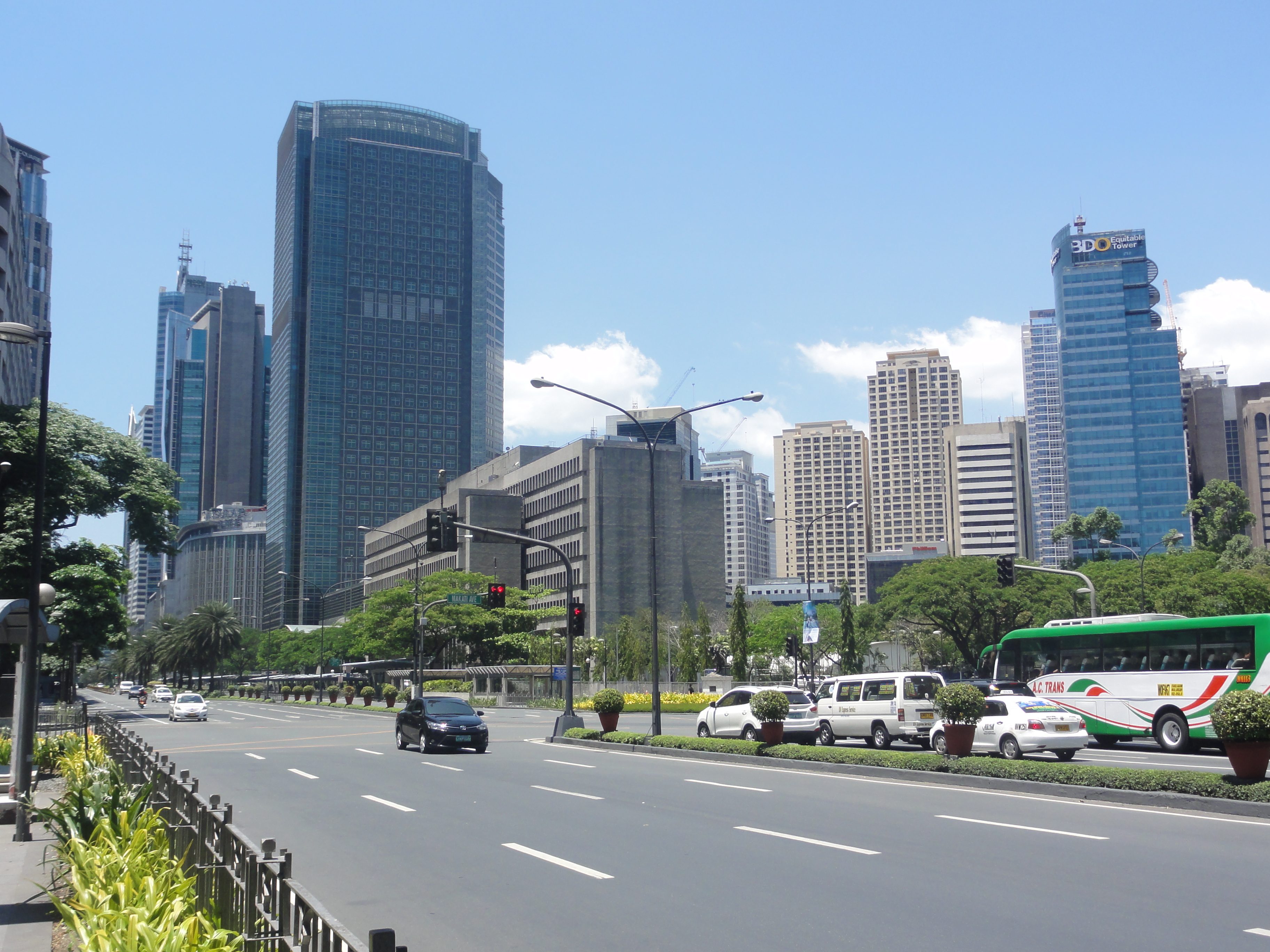
アヤラ・アベニューから見たマカティ中心業務地区

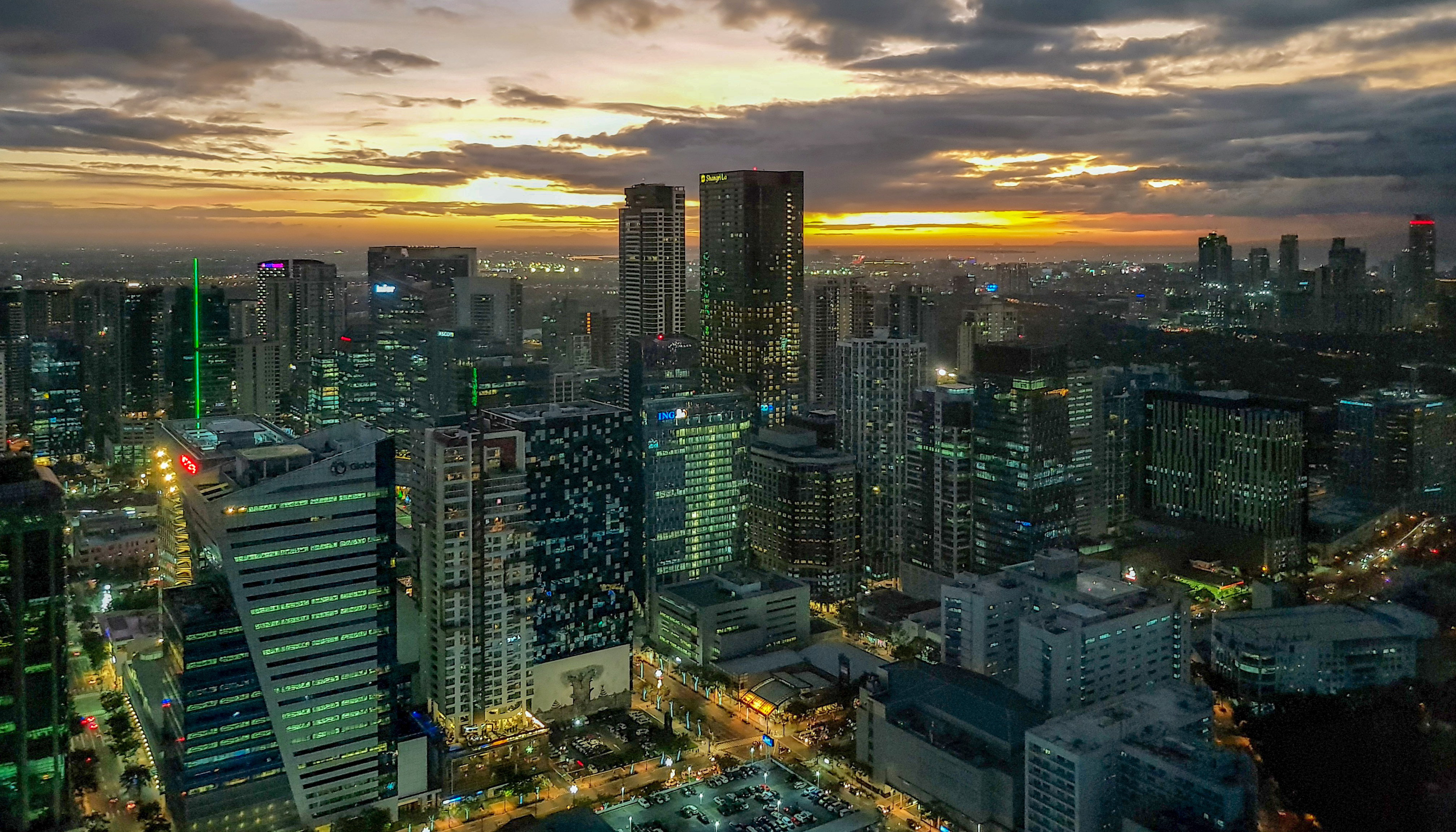
グランドハイアットマニラから見たボニファシオ・グローバルシティ

マニラ首都圏には多くの中心業務地区（CBD）があり、人文地理学でいう多核心モデルに分類される。代表的なCBDとして、マカティ中心業務地区、ボニファシオ・グローバルシティ、オルティガス・センター、ビノンド、アラバン（フィリンベスト・シティ）が挙げられる。また、アヤラ・コーポレーション、イートン・プロパティ、メガワールド・コーポレーション、SMプライムなどの民間企業が所有・開発する複合施設も数多く存在する。
マカティに位置するマカティ中心業務地区（マカティCBD）は、フィリピンのビジネスと商業の中心地である。フィリピンに進出している多くのグローバル企業や、アウトソーシング先のオフィスがある。
ボニファシオ・グローバルシティ（BGC）は、タギッグの北西部に位置しているマニラ首都圏で最も新しいビジネス地区であり、マニラの金融とライフスタイルの中心地である。ボニファシオ駐屯地の一部を基地転換・開発局（BCDA）が売却、民営化し、マインド・ミュージアムなどの観光スポットや高級ショップ、高層ビル、ハイクラスのコンドミニアムなどを擁するビジネスの中心地として開発された。フィリピン証券取引所も移転しており、将来的にはマカティCBDを抜いて、国内随一の金融センターとなることが予想されている。最も活発なビジネス地区であり、不動産市場の成長の50％以上を生み出し、マカティよりも賃貸やリース、売却のための利用可能なスペースが多くある。
オルティガス・センターは、マンダルヨン、パシッグ、ケソン市に跨るビジネス地区である。この地区のランドマークとして、エドゥサ教会、シャングリ・ラ・プラザ、SMメガモールがある。また、メディカル・シティのメインキャンパスが位置している。アジア開発銀行、ユニオンバンク、国家経済開発庁など主要な金融機関や国家機関が本社を構えているほか、サン・ミゲル、ジョリビー・フード、ロペス・ホールディング、マニラ電力などの本社も位置している。
| 名称                           | 名称                             | 所在地                           | 面積    |
| ------------------------------ | -------------------------------- | -------------------------------- | ------- |
| マカティ中心業務地区           | Makati Central Business District | マカティ                         | 1.71km2 |
| オルティガス・センター         | Ortigas Center                   | パシッグ、マンダルヨン、ケソン市 | 1km2    |
| ボニファシオ・グローバルシティ | Bonifacio Global City            | タギッグ                         | 2.40km2 |
| ビノンド                       | Binondo                          | マニラ市                         | 0.66km2 |
| フィリンベスト・シティ         | Filinvest City                   | モンテンルパ                     | 8.06km2 |

### ショッピング

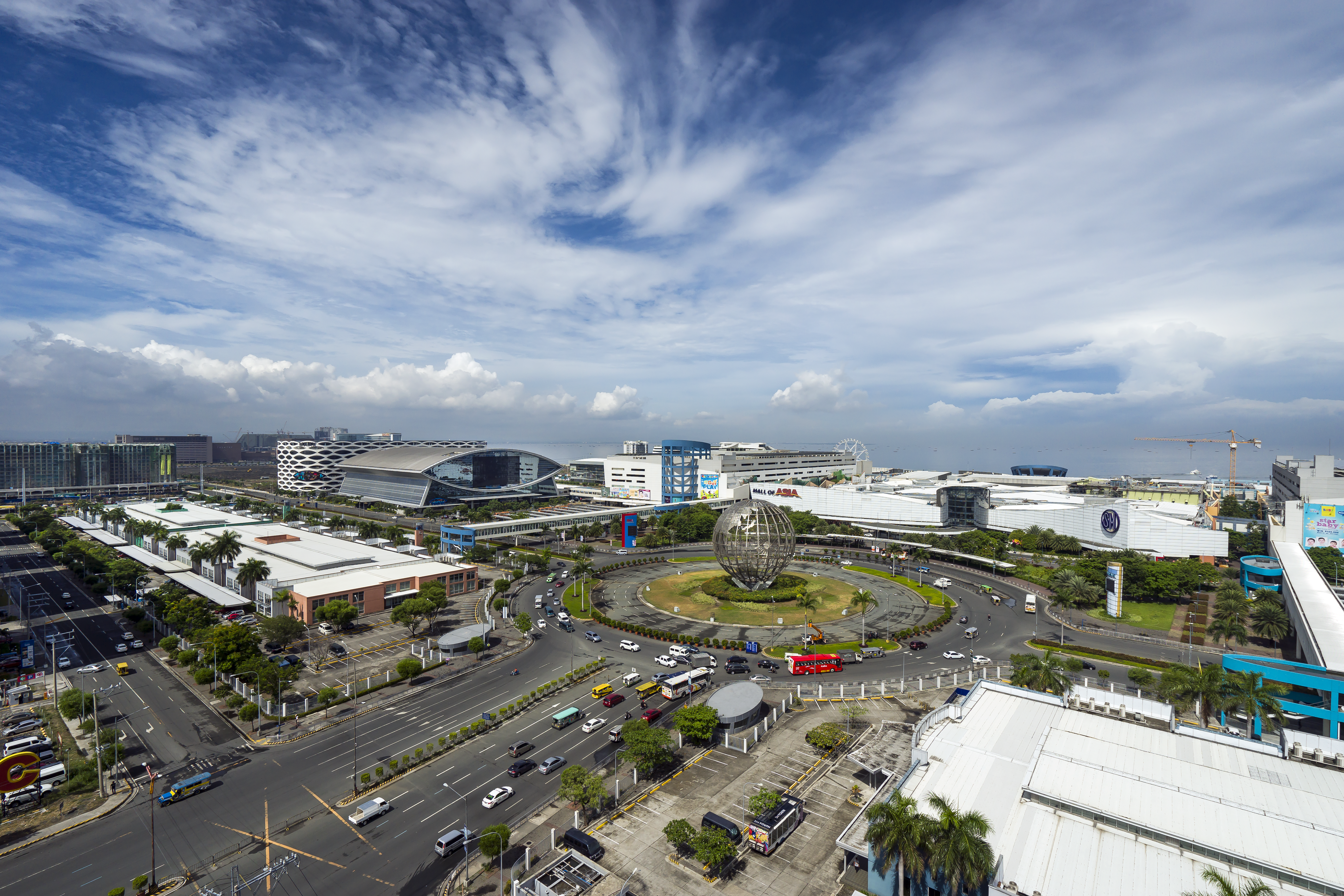
SMモール・オブ・アジア(2016年)

グローバル・ブルーはマニラをアジアの「ベスト・ショッピング・デスティネーション」の一つに位置づけた。マニラ首都圏には世界最大級のショッピングモールがいくつかある。世界のショッピングモール床面積ランキングでは、パサイのSMモール・オブ・アジアは3位、ケソン市のSMシティ・ノースEDSAは11位、マンダルヨンのSMメガモールは13位にランクインしている。

### 観光・ギャンブル

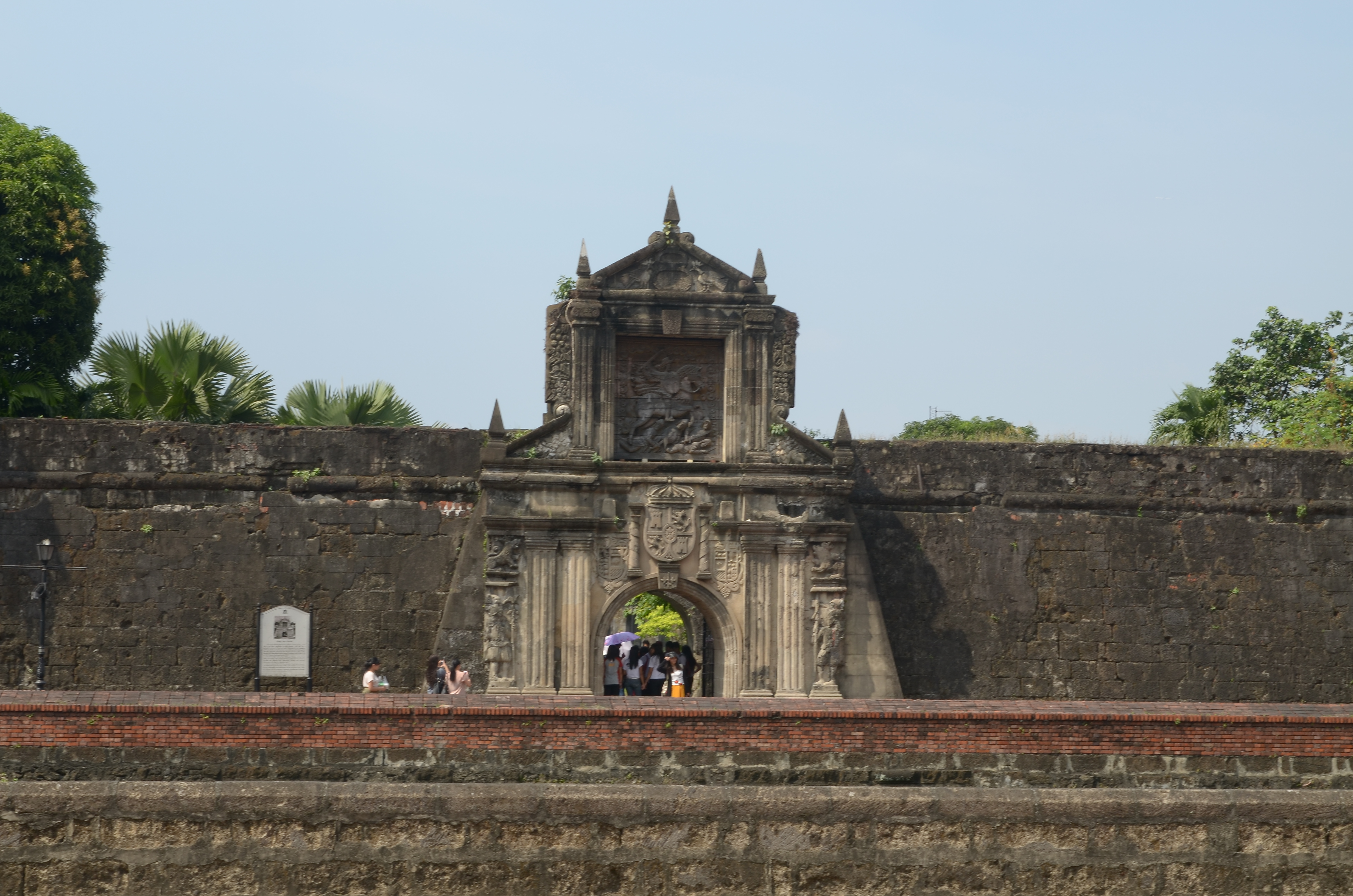
サンチャゴ要塞（2013年）

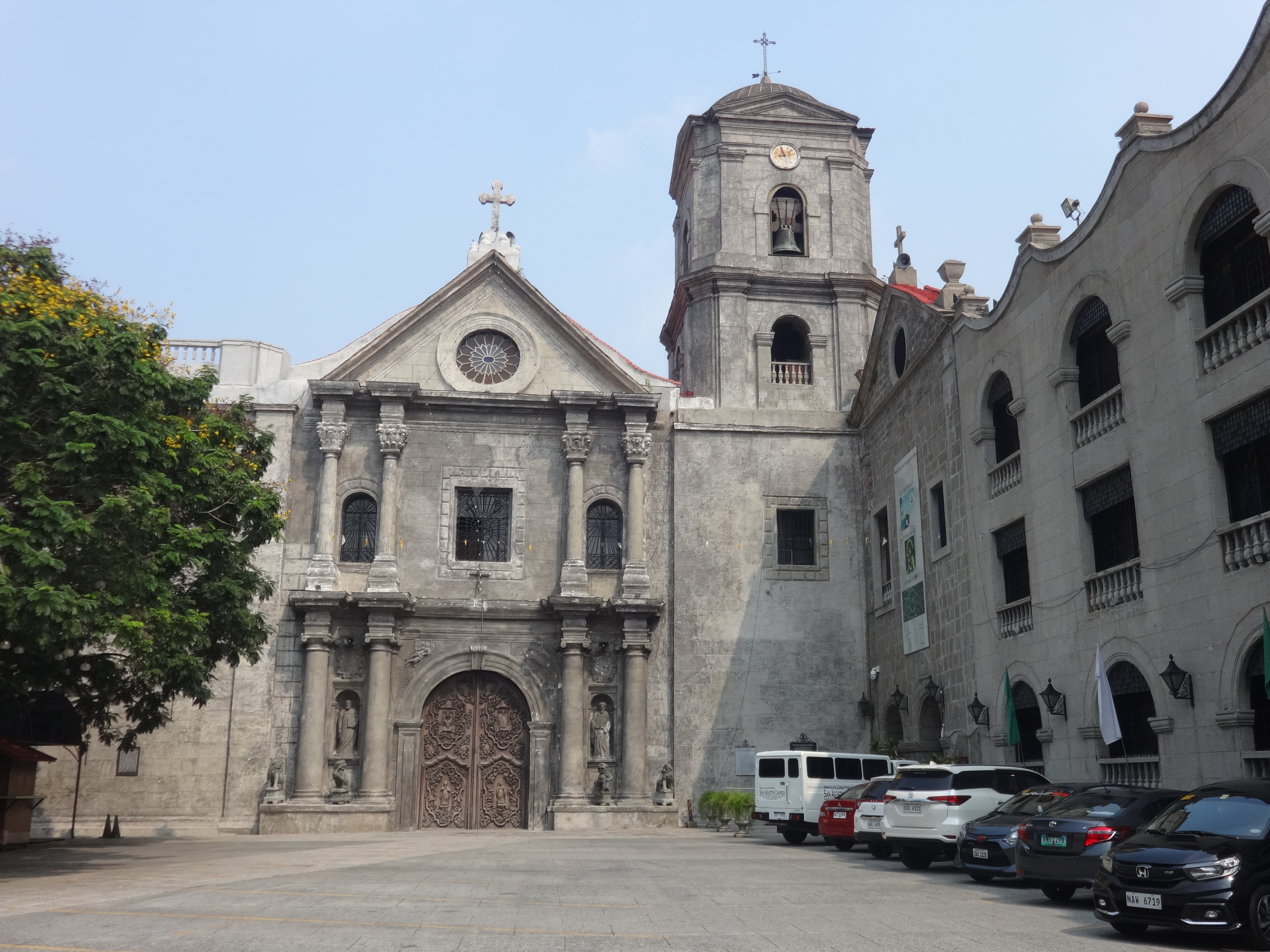
ユネスコの世界遺産に登録されているサン・アグスティン教会

マニラ首都圏は、フィリピンの主要な玄関口であり、観光は重要な産業の一つとなっている。ブルッキングス研究所によると、貿易と観光はこの地域の産業別生産高の31.4%を占めている。2012年に974,379人の宿泊客を迎え、国内の宿泊観光地としてトップとなった。フィリピンを訪れる海外からの観光客の大部分がマニラ首都圏に訪問したことで、2012年には合計3,139,756人が訪れている。
2015年に4,612室のホテルがオープンしている。また、ギャンブルもこの地域の人気観光スポットとなっている。今日では、マカオやシンガポールといった他の主要なゲーム産業地域に匹敵しており、アジアでも人気の高い地域である。マニラ首都圏には約20のカジノがあり、豪華なカジノホテルや統合型リゾートを備えている。盛んなギャンブル市場により、カジノ事業者にとって魅力的な場所と位置付けられている。人気のある施設として、パサイのニューポートシティのリゾーツワールド・マニラやパラニャーケのベイシティのソレア・リゾート&カジノ、シティオブドリームス・マニラ、オカダマニラ、ウエストサイドシティ・リゾートワールド、ナヨンランディングなどが挙げられる。

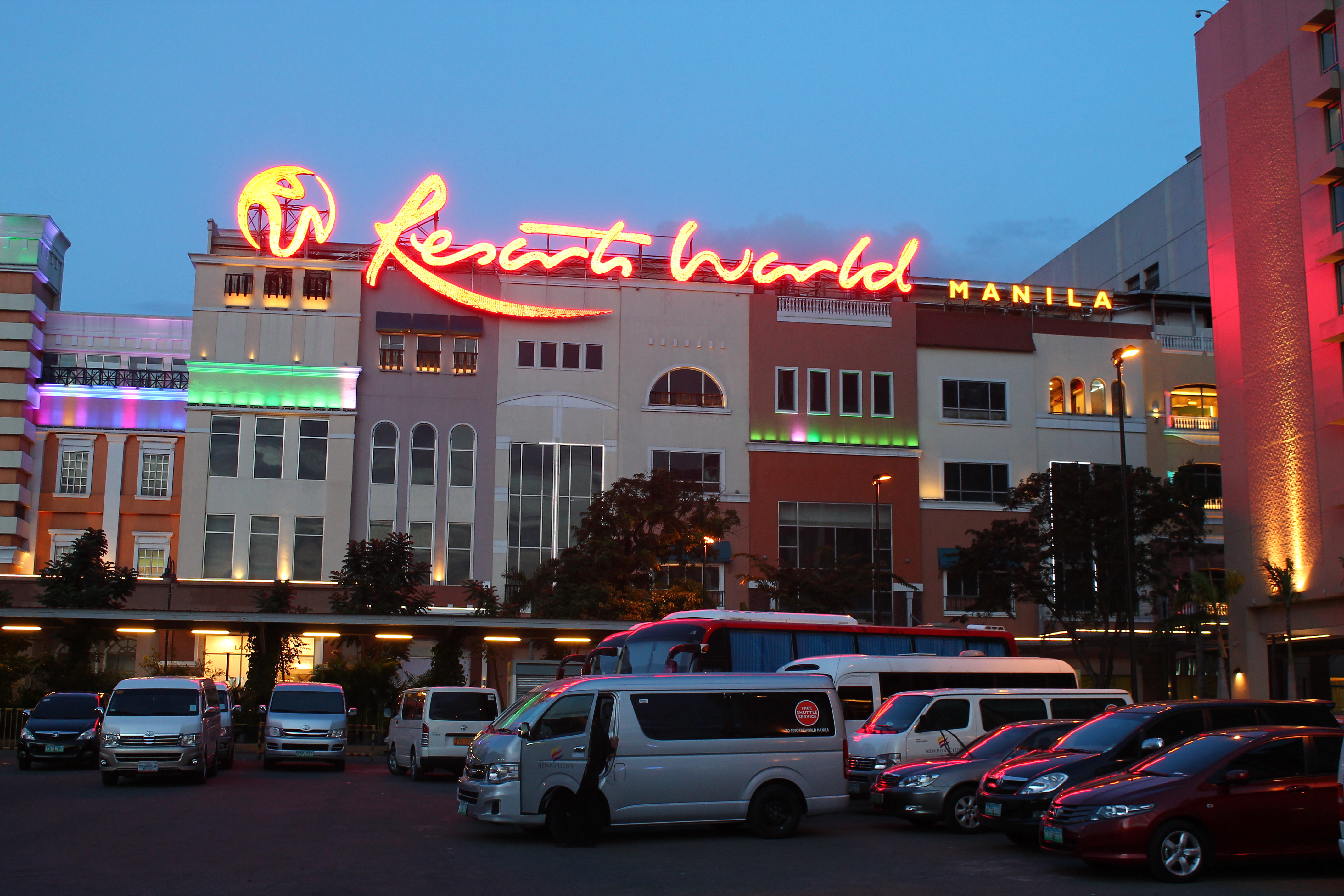
リゾーツワールド・マニラ

イントラムロスは、マニラ市内にある歴史的な城壁地域である。フィリピンがスペイン帝国の植民地支配下にあった時代は、イントラムロスがマニラそのものと考えられていた。その歴史と文化的価値から、2009年の観光法によりイントラムロスとリサール公園は観光事業区域となる旗艦地として指定された。1946年に完全独立するまでスペインとアメリカ合衆国の植民地であったため、イントラムロスの建築はスペイン植民地様式とアメリカ新古典主義建築様式を反映している。カレサはイントラムロスやビノンド、エルミタ、リサール公園など近隣地域で人気の交通手段となっている。
イントラムロスで著名な観光地として、サンディエゴ堡塁、クラブ・イントラムロス・ゴルフコース、サンタルチア兵舎、サンチャゴ要塞、マニラ大聖堂、アルゾビスパル宮殿、サンタ・ポテンシアナ宮殿、ゴベルナドル宮殿、プラサ・メキシコ、プラサ・デ・ローマ、サン・アグスティン教会、旧マニラ市役所などが挙げられる。また、1611年創設の聖トマス大学、1620年創設のサン・フアン・デ・レトラン大学、1859年創設のアテネオ・デ・マニラ大学など、国内で最も古い学校がこの地に設立されている。聖トマス大学は1927年にサンパロックに移転し、アテネオ・デ・マニラ大学は1952年にケソン市のロヨラ・ハイツに移転しているため、現在はこの地にはない。

## 文化
マニラ首都圏は、フィリピン国内で書籍、映画、テレビ番組の舞台として、広く知られている。毎年5月には、フローレス・デ・マヨ（5月の花祭り）が盛大に開催される。1966年に始まったメトロ・マニラ映画祭は、フィリピンにおける映画祭の先駆けとなっている。

### 芸術

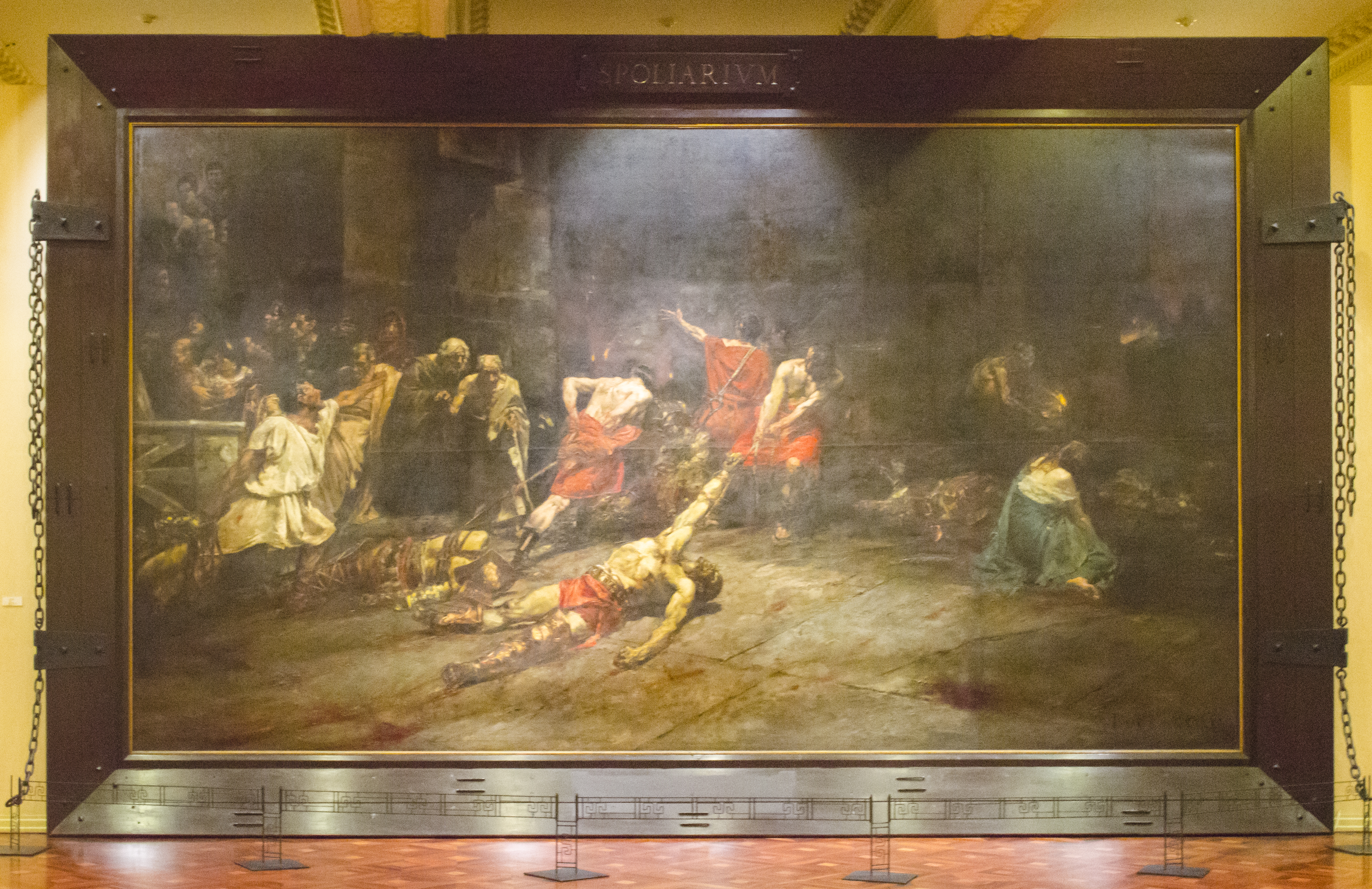
国立美術館に展示されている「Spoliarium」

マニラ首都圏には、フィリピン国立博物館と呼ばれる政府傘下の組織があり、マニラ市のイントラムロス近くのリサール公園内にある国立美術館、国立人類学博物館、国立自然史博物館といった多くの博物館を運営している。これらの博物館は、1901年にダニエル・バーナムが提案した新首都構想の一部であった場所と建物を利用している。
上記以外の主な博物館として、アヤラ博物館、バハイ・チノイ、カーサ・マニラ博物館、ロペス博物館・図書館、マニラ・メトロポリタン博物館、マインド・ミュージアム、ムセオ・パンバタ（子供たちのための博物館）、ヴァレンズエラ博物館、フィリピン政治史博物館、パシッグ市博物館、リサール教会などがある。また、教育機関が設立した博物館としては、アテネオ美術館、UPバルガス博物館（ホルヘ・B・バルガス博物館・フィリピアナ研究センター）、現代美術・デザイン館、フィリピン大学マニラ思想史博物館、聖トマス大学美術・科学博物館などがある。
タンガラン・パンバンサと呼ばれるフィリピンの国立劇場は、マニラ市とパサイに跨る62万m2の敷地を擁するフィリピン文化センター・コンプレックス（CCP）内に位置している。CCP以外にも、クネタ・アストロドーム、SMモール・オブ・アジア・アリーナ、リサール公園、ケソン・メモリアルサークル、スマート・アラネタ・コロシアム、フィリピン大学ディリマン校のUPFIフィルムセンターとUPシアターなど、様々なパフォーミングアーツの会場がある。1931年に建設されたマニラ・メトロポリタン劇場（The Met）は、マニラのアール・デコ調の劇場の中でも「グランド・デイム」と呼ばれた有名な劇場だったが、老朽化により1996年に閉鎖された。しかし、国立文化芸術委員会、フィリピン国立博物館、エスクエラ・トーラーの三者協定により修復される計画となっている。

### 宗教
マニラ首都圏に住む人々は、ローマ・カトリックが最も一般的である。 その他のキリスト教の宗派、イスラム教、アニミズム、無神論者は少数派である。ローマ・カトリックの重要な施設としてマニラ大聖堂、サン・セバスチャン教会、トンド教会、サン・アグスティン教会、キアポ教会、バクララン教会などがある。

### スポーツ

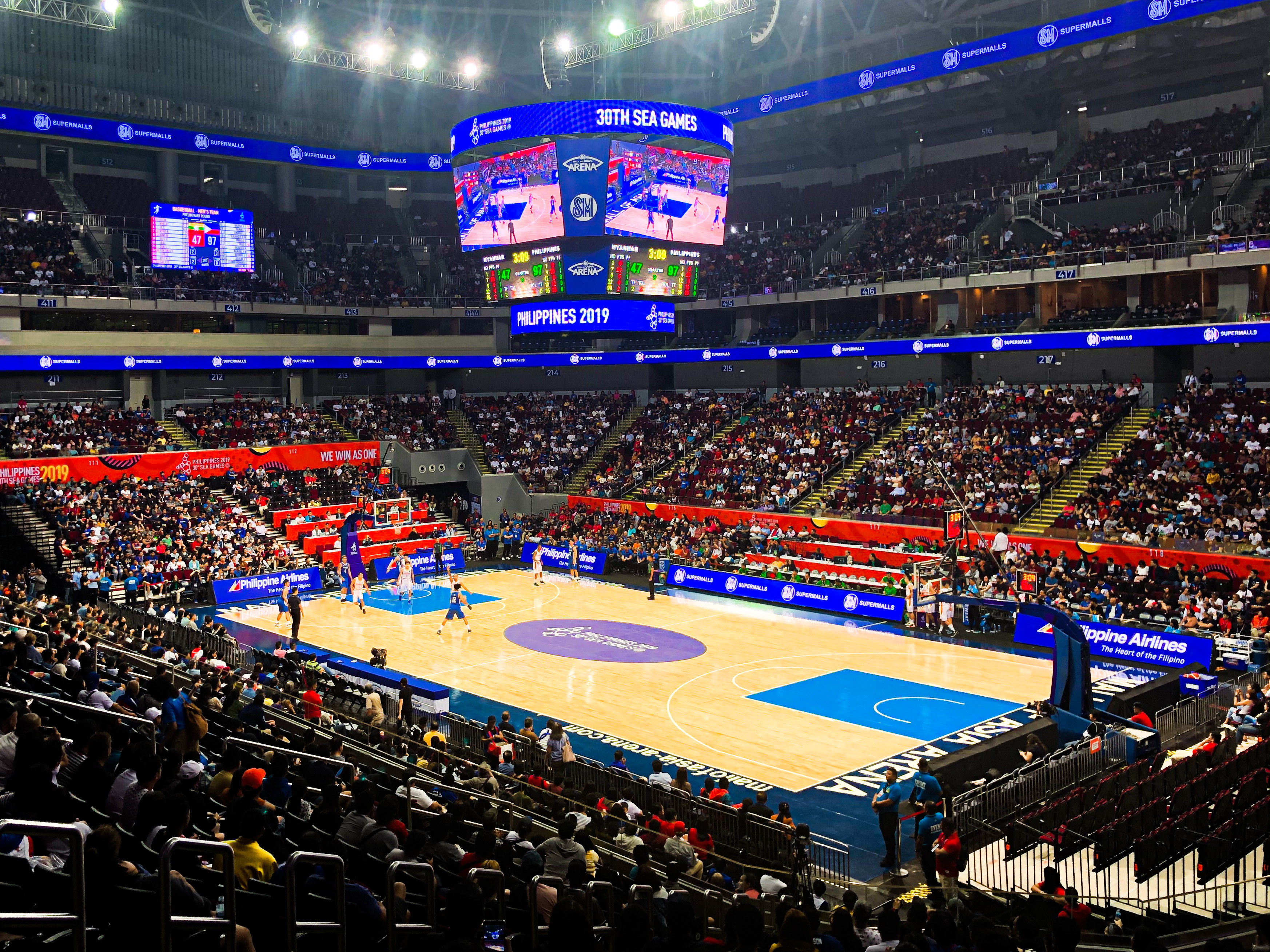
SMモール・オブ・アジア・アリーナで開催された2019年東南アジア競技大会のバスケットボール試合

マニラ首都圏には、ASEANバスケットボールリーグ、フィリピン・アマチュア・ベースボール・アソシエーション、フィリピン・バスケットボール・アソシエーション、マハリカ・ピリピナス・バスケットボール・リーグ、フィリピン・スーパー・リーガ、プレミア・バレーボール・リーグ、フィリピン・フットボールリーグの本部が置かれている。
この地域には、リサール記念スポーツ・コンプレックスとフィルスポーツ・コンプレックスという2つの国立スポーツ・コンプレックスがある。ワックワック・ゴルフ・アンド・カントリークラブでは、フィリピン・オープンやワールドカップなどのメジャーなトーナメントが開催されている。また、スマート・アラネタ・コロシアム、SMモール・オブ・アジア・アリーナ、フィロイル・フライング・Vセンター、クネタ・アストロドームなどの大規模な屋内スポーツ競技場もある。ブラカン州ボカウエには、最大収容人数は55,000人の世界最大の屋内アリーナであるフィリピン・アリーナがある。
マニラ首都圏を始めフィリピンの主要なスポーツとしてバスケットボールが挙げられる。また、ビリヤードも盛んである。その他にも、野球、バレーボール、サッカー、水泳なども広く行われている。学生スポーツイベントであるパラロン・パンバンサにおいて、マニラ首都圏は2005年から15年連続で優勝を果たしている。マニラ首都圏には、ラグビーチームのマニラ・ストームの本拠地が置かれている。

## 生活

### 教育

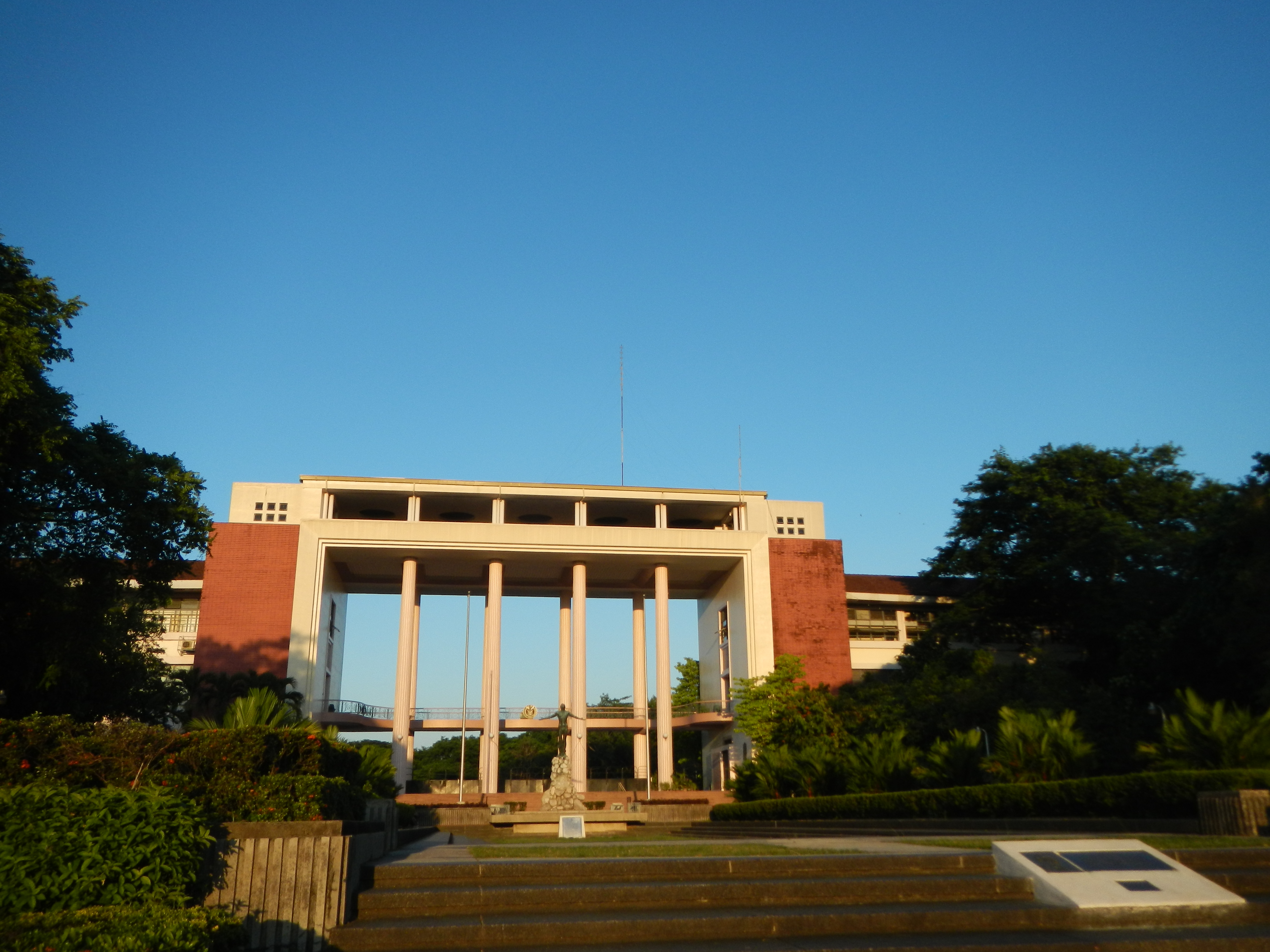
フィリピン大学ディリマン校は、1949年の開校以来、フィリピン大学のフラッグシップキャンパスとなっている。

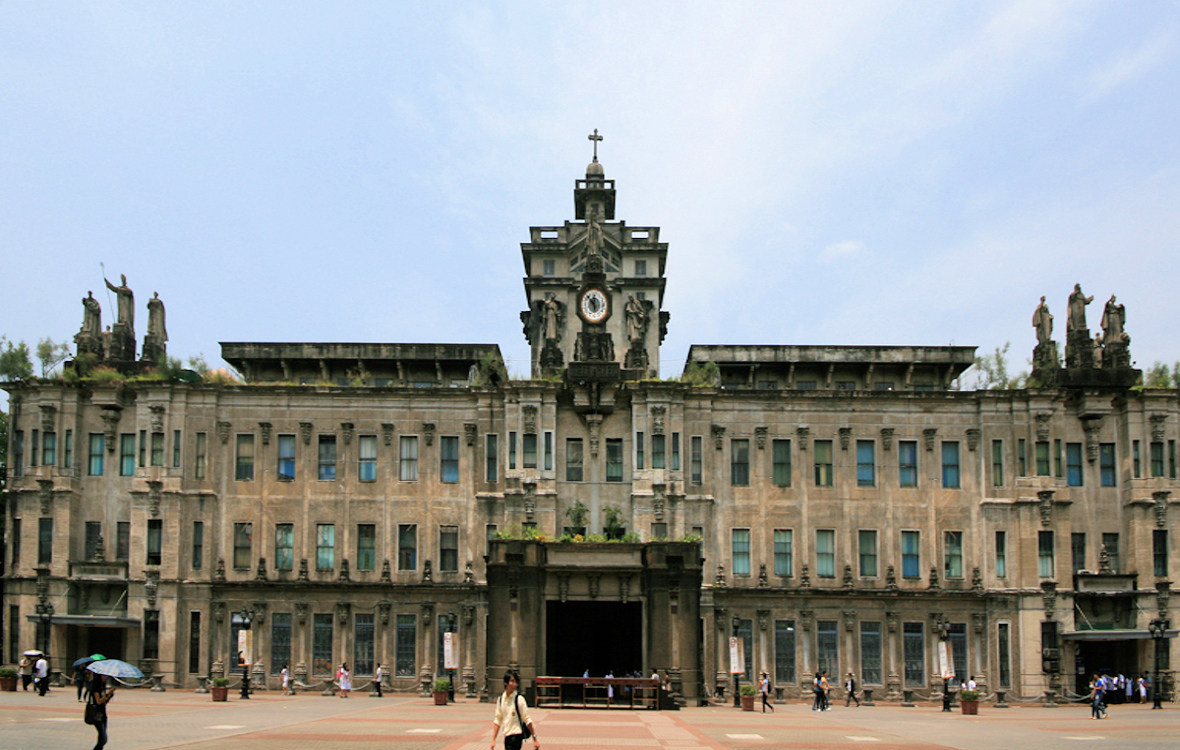
1611年に設立された聖トマス大学は、現存するアジア最古の大学憲章を有している。

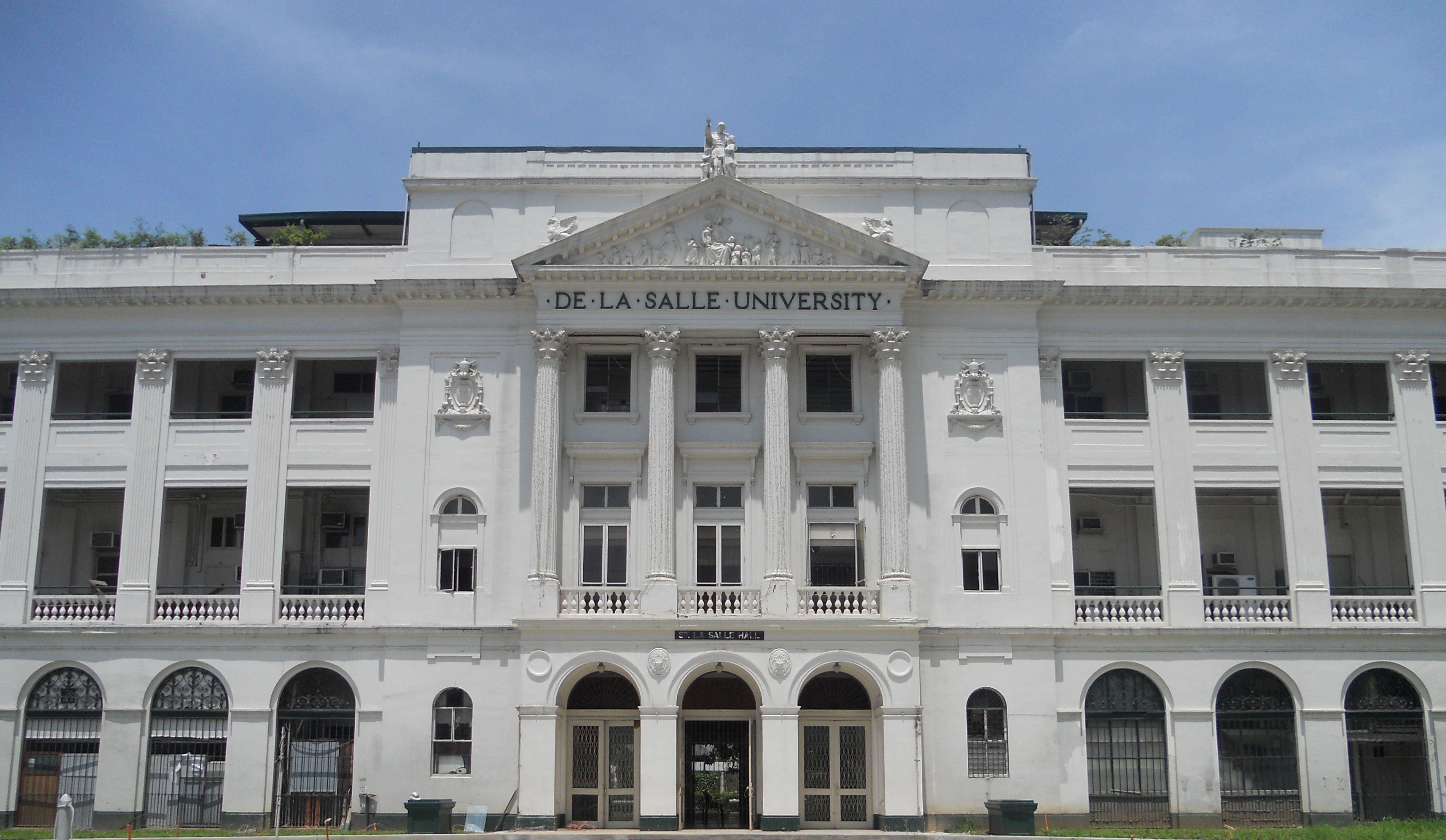
デ・ラ・サール大学（DLSU）

スペイン植民地時代から、マニラは教育の中心地であった。1611年創立の聖トマス大学、1620年創立のサン・フアン・デ・レトラン大学、1859年創立のアテネオ・デ・マニラ大学などは、植民地時代に設立された最も古い教育機関である。フィリピン大学を始め、ユーロジオ・アマン・ロドリゲス科学技術大学、マリキナ工科大学、フィリピン師範大学、フィリピン州立航空大学、フィリピン工科大学、リサール工科大学、フィリピン工科大学の7つの州立大学が、マニラ首都圏に拠点を置いている。マニラ市のユニバーシティ・ベルトには、多くの高等教育機関が集まっており、フィリピン最大の文教地域を形成している。マニラ首都圏にある国内トップランクの大学は、フィリピン大学、アテネオ・デ・マニラ大学、デ・ラ・サール大学、聖トマス大学であることが広く知られている。
マニラ首都圏には、フィリピン国立の科学学校であるケソン市ディリマンのフィリピン科学高等学校や、国内すべての科学学校の前身であるマニラ市エルミタのマニラ科学高等学校など、著名な中等教育機関がある。初等・中等教育は、首都圏教育省（DepEd-NCR）が管轄しており、高等教育機関は、首都圏高等教育委員会（CHED）が管轄している。
マニラ首都圏は、フィリピンの全地域の中で最も識字率が高く、2008年には99.2%であった（男性：99.0%、女性：99.4%）。2008から2009年度には511の公立小学校と220の公立中学校があり、2009年末現在、309の高等教育機関（公立・私立）がある。同学年の公立小学校の入学者数は1,219,333人、公立中学校は661,019人、高等教育機関（公立・私立）は687,096人である。

### 医療
医療機関の多くは民間によって提供されており、特にマニラ首都圏の病院の72%が民間企業によって運営されている。2009年現在、マニラ首都圏には179の病院がある。そのうち、ケソン市に最も多くの病院があり、ヴァレンズエラやパテロスには病院がない。2008年現在、この地域の政府医療従事者は、医師590人、歯科医師498人、看護師4,576人、助産師17,437人であり、27,779のベッドがある。この時点で人口1,000人あたり2.47の割合である。 この地域は国内で最も栄養失調率が低い。
世界保健機関（WHO）西太平洋地域事務局、WHOフィリピン事務局の本部が置かれている。また、保健省の本庁もこの地域にある。
マニラ首都圏は保健省によって医療観光の先駆者に指定されており、年間10億ドルの収入を見込んでいる。 しかし、進歩的な医療システムの欠如、不十分なインフラ、不安定な政治環境によって、成長が妨げられていると考えられている。フィリピン医療観光プログラムでは、マニラ首都圏に民間と公営からなる16の病院が参加しており、2013年時点で6748床のベッドがある。医療施設認定合同機構の認定を受けたフィリピンの6つ病院のうち、アジア病院・医療センター、マカティ医療センター、セントルーク・メディカルセンター・グローバルシティ、セントルーク・メディカルセンター・ケソンシティ、ザ・メディカルシティの5つがこの地域にある。
ケソン市のイースト・アベニューには、フィリピン肺センター、国立腎臓移植研究所、フィリピン心臓センターなど、著名な国立医療センターが立地している。その他の国立特別病院として、ケソン市のフィリピン整形外科センター、マンダルヨンの国立精神保健センターがある。マニラ市のフィリピン総合病院は、国内最高峰の国営三次救急病院として知られている。ケソン市とタギッグにあるセントルーク・メディカルセンターは、世界最高の病院と称される私立の三次救急病院である。

### パブリックセーフティ
フィリピン国家警察（PNP）は、フィリピン国内の法執行を担っており、ケソン市のボニー・セラーノ・アベニュー沿いのキャンプ・クレームに本部が置かれている。首都圏警察庁（NCRPO）は、マニラ首都圏で活動するPNPの地方支部であり、本部はタギッグのビクタンにあるキャンプ・バゴンディワに置かれている。NCRPO配下にマニラ警察地区（マニラ）、ケソン市警察地区（ケソン市）、東部警察地区（マンダルヨン、マリキナ、パシッグ、サンフアン）、北部警察地区（カローカン、マラボン、ナヴォタス、ヴァレンズエラ）、南部警察地区（ラスピニャス、マカティ、モンティンルパ、パラニャーケ、パテロス、パサイ、タギッグ）の5つの警察管区に分かれている。

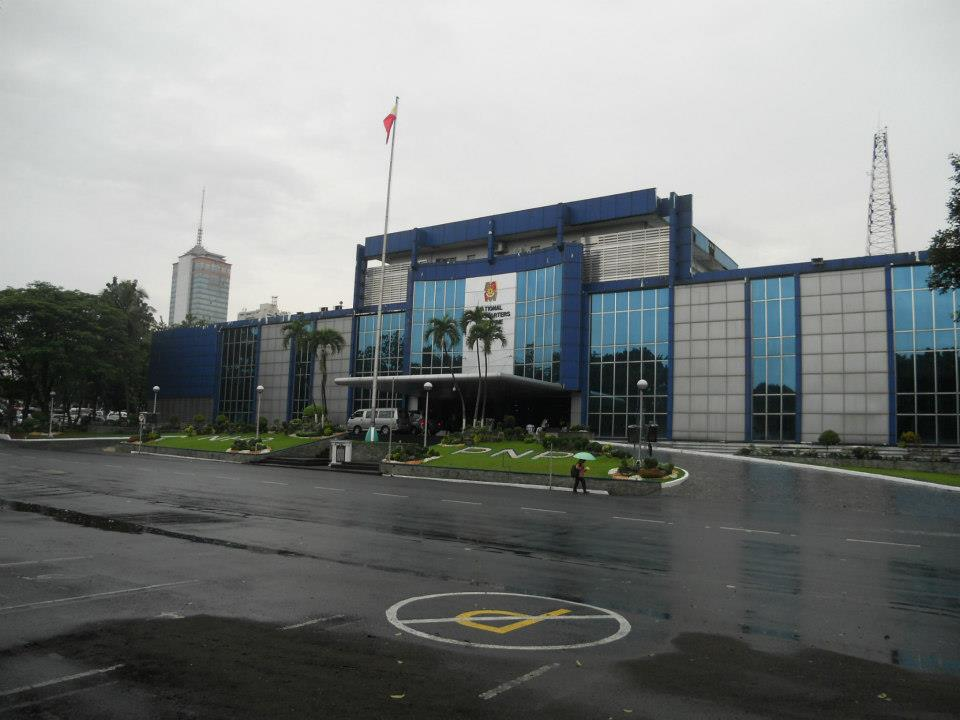
フィリピン国家警察の本部であるキャンプ・クラメ

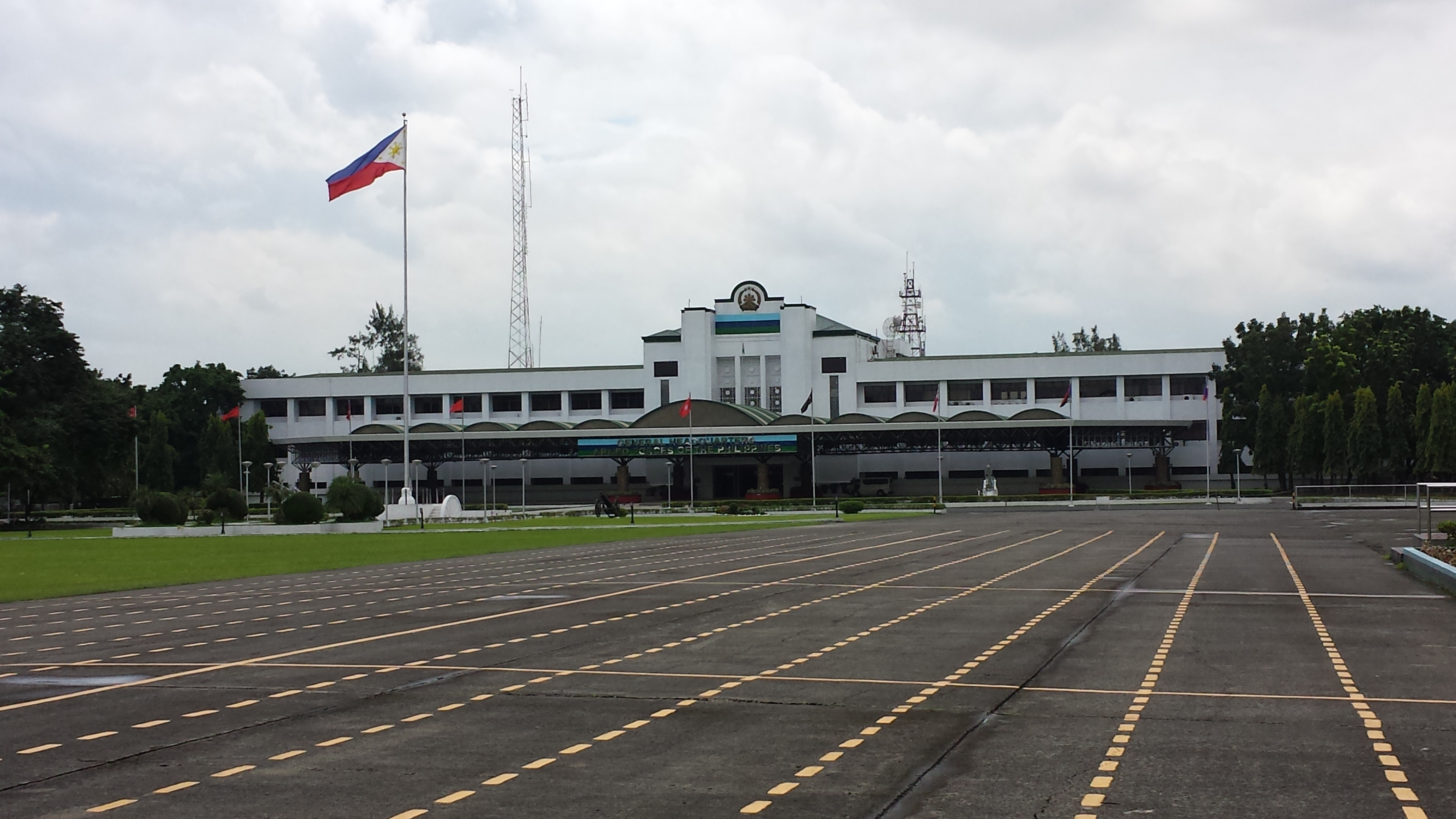
フィリピン軍の司令部であるキャンプ・アギナルド

マニラ首都圏は2014年に国内で最も犯罪率が高く、59,448件の犯罪が報告された（バランガイレベルで報告された犯罪を除く）。そのうち25,353件は対人犯罪である。マニラ首都圏の犯罪率の高さに対する多くの批判からフィリピン国家警察は防犯活動を開始し、首都圏の犯罪は急激に減少した。2015年3月時点では、毎週平均919件報告されていたマニラ首都圏の犯罪は、50%減の412件に減少した。強盗や窃盗もわずか1ヶ月で63件減少した。
2020年代においては日本人が巻き込まれる犯罪が続出、2024年10月から2025年8月までにマニラ市やマカティ市などで日本人が被害に遭う強盗事件が21件発生。うち1件は2人が射殺された上で所持品を奪われる事件であった。この強盗殺人事件を踏まえ、日本大使館はフィリピン政府に対し治安改善と再発防止などを要請した。
首都圏の防火、技術援助、緊急医療サービスを提供している首都圏消防局は、マニラ、ケソン市、第2地区、第3地区、第4地区の5つの消防地区から構成されている。
フィリピン軍の司令部は、ケソン市マーフィーに国防省とともにキャンプ・アギナルドに置かれている。拠点はキャンプ・アティエンザとフォート・ボニファシオにも置かれている。フィリピン陸軍の司令部はタギッグのフォート・ボニファシオに、フィリピン空軍の司令部はニノイ・アキノ国際空港内のビラモア空軍基地に、フィリピン海軍の司令部はマニラ市マラテのロハス・ブルバード沿いに置かれている。
フィリピン沿岸警備隊の本部は、マニラ市のポートエリア（マニラ南港）に置かれている。沿岸警備隊NCR地区の本部もマニラ市にあり、基地はパシッグとタギッグにあり、ナボタス、パラニャーケ、タンゴス、ビータス、マニラ北港、マニラ南港、フィリピン文化センターなどに分遣隊を保持している。
2012年に発足されたAFP統合任務部隊-首都圏は、マニラ首都圏の平和と安定を確保するため、現在休止されている首都圏司令部と同じ機能を小さな規模で運営している。

## インフラ

### 交通
陸上交通フランチャイズ・規制委員会によると、マニラ首都圏の交通利用者は、46%がジープニー、32%が自家用車、14%がバス、8%が鉄道を利用している。マニラ首都圏の交通開発は、2030年までの短期から長期にわたるインフラ整備と、交通、土地利用、環境に関する問題への対処を述べたメトロ・マニラ・ドリームプランに沿って行われている。

#### 主要道路

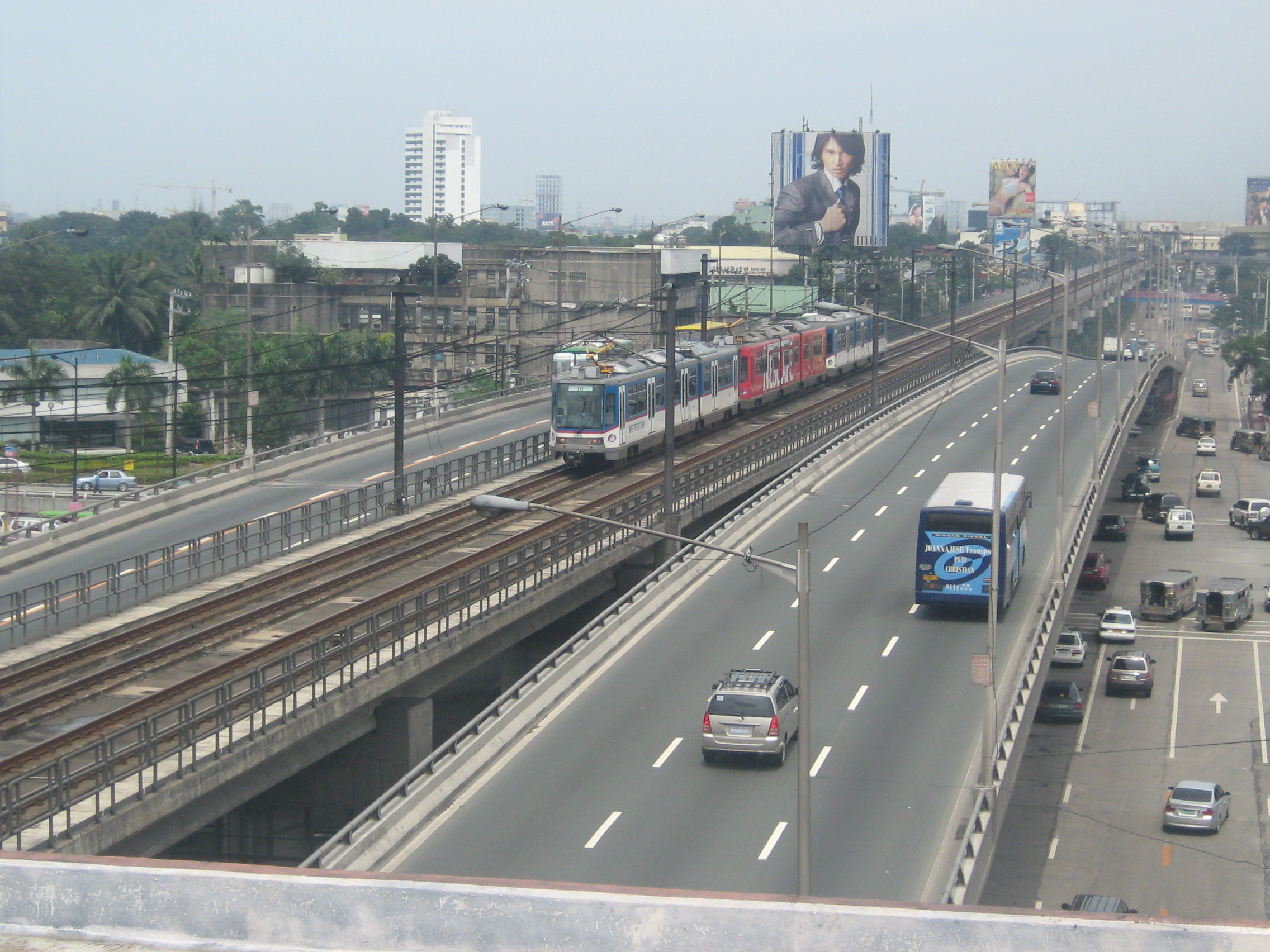
ケソン通りとの交差点にあるエドゥサ通りの高架道路

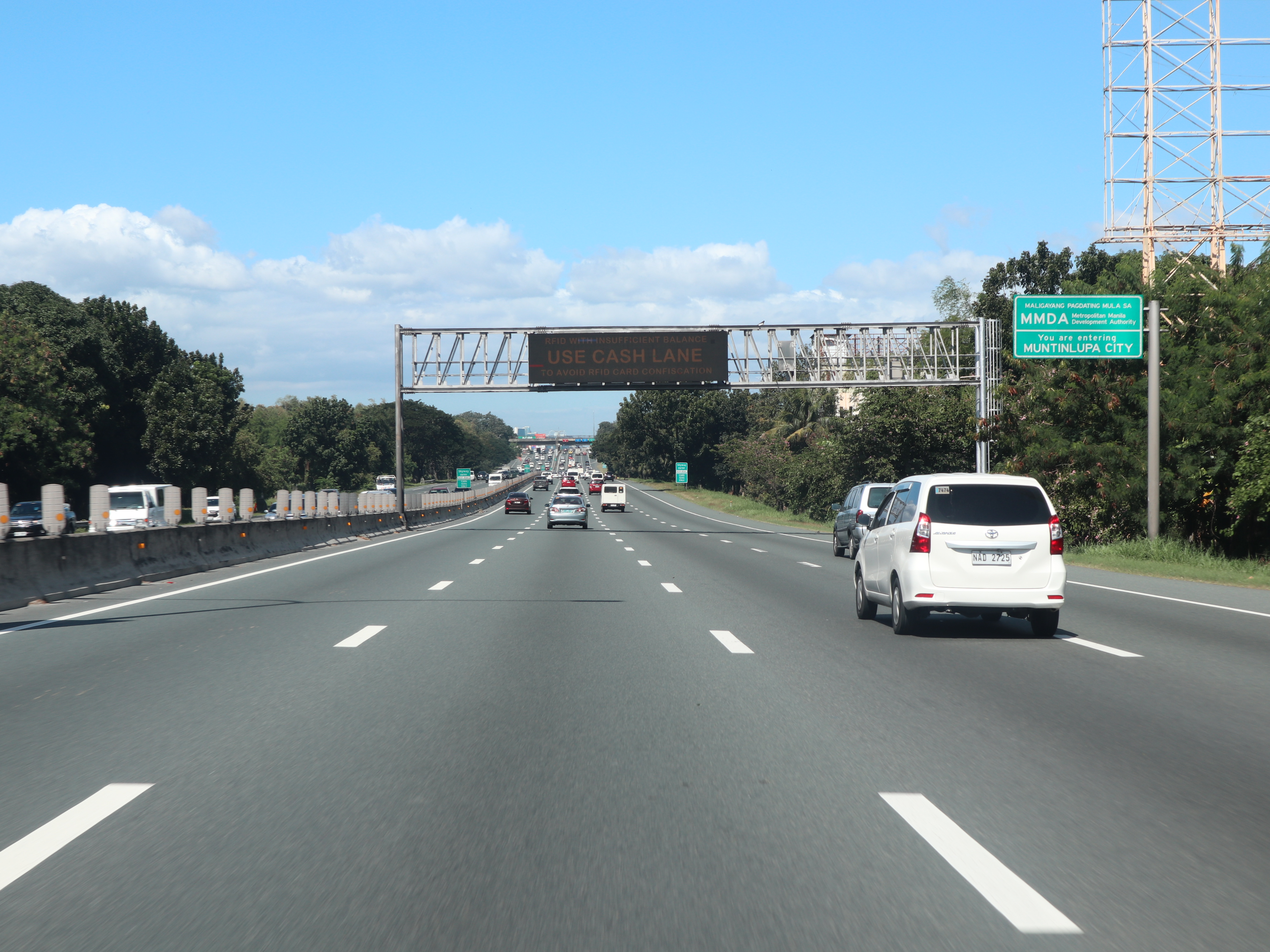
マニラ首都圏南端の南ルソン高速道路

マニラ首都圏の道路は、マニラ市を中心に敷かれている。道路の種類は、地方道（local）、国道（national）、再分割道（subdivision）に分類される。マニラ市内から伸びる10本の放射道路と、マニラ市を中心に同心円状の半円弧を描く5本の環状道路がある。放射道路と環状道路は、道路、橋、高速道路が相互に接続されている。環状道路では接続の欠落も見られ、マニラ首都圏の急速な都市化に伴い、未だ着工されていない道路があることが問題となっている。この問題を解決するために、未着工となっていた接続部やコネクターとなる道路の建設が進められている。
放射道路と環状道路は、公共事業道路省が実施している番号付き新しい高速道路システムとなり、それに伴い新しい標識が設置されている。高速道路には頭に「E」が付いた番号が割り当てられており、国道は3次国道を除き、1〜3桁の数字が割り当てられている。
最も重要な環状道路は、エドゥサ通り（エピファニオ・デ・ロス・サントス・アベニュー）を主要構成道路とする環状4号線であり、パサイ、マカティ、マンダルヨン、ケソン市、カローカンの各都市を横断している。MRT3号線はエドゥサ通りに沿って、パサイのタフト・アベニュー駅からケソン市のノース・アベニュー駅まで続いている。環状5号線は、マニラ首都圏境界付近の住宅地に近接しており、環状4号線の代替ルートとしても機能している。
放射道路には、マニラ首都圏とカビテ州を結ぶロハス・ブルバードとマニラ・カビテ高速道路（海岸道路）からなる放射1号線、マニラ首都圏とラグナ州を結ぶ南ルソン高速道路の放射3号線、リサール州まで続くオーロラ・ブルバードとマルコス高速道路からなる放射6号線、北への玄関口としての北ルソン高速道路の放射8号線などがある。
スカイウェイは、マニラ首都圏の主要な高速道路として、北ルソン高速道路と南ルソン高速道路を直接接続している。また、NAIA高速道路（NAIAX）を通じてニノイ・アキノ国際空港へのアクセスも可能となっている。スカイウェイはフィリピン初の完全なグレード分離型高速道路で、全長約42.79kmの世界最長の高架道路の一つである。マニラ・カビテ高速道路やモンティンルパ・カビテ高速道路などの高速道路も、マニラ首都圏とその周辺地域を接続している。
道路や高速道路の整備は、メトロ・マニラ・ドリームプランに基づいて行われている。現在進行中のプロジェクトとして、エドゥサ通りの修復、スカイウェイ第3ステージ、環状道路の未着工となっていた接続部の建設などがある。

#### 鉄道

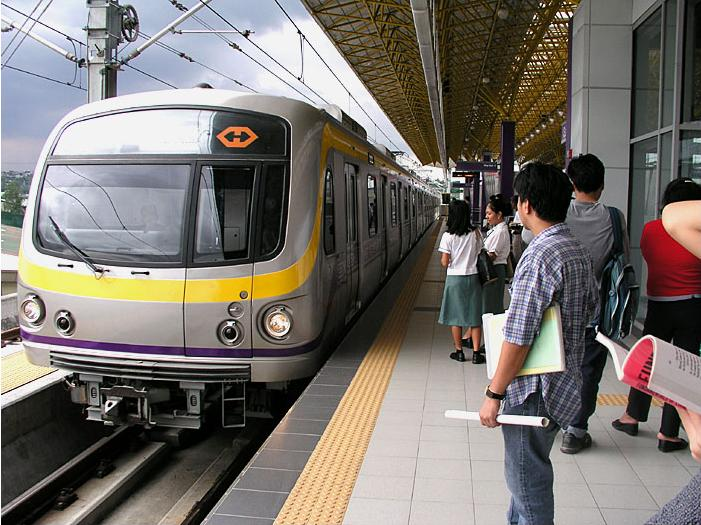
サントラン駅に停車するLRT2号線

マニラ首都圏の鉄道ネットワーク

マニラ首都圏とその周辺地域の鉄道は、マニラ・ライトレール・トランジット・システム（LRT1号線、LRT2号線）、マニラ・メトロレール・トランジット・システム（MRT3号線）、フィリピン国鉄（フィリピン国鉄首都圏通勤線）で構成されている。2021年現在、3つのシステムと4つの営業路線を合わせると82の駅があり、総延長は113.3kmに及ぶ。このネットワークは、フィリピン国内の鉄道網の大部分を占め、バスやジープニー以外の移動手段としての役割を担っている。しかし、現状、急速に拡大する都市圏には不十分であり、近隣地域まで拡張する新しい路線と路線延長が建設中である。
国や民間による新しい鉄道プロジェクトがいくつか進行中しており、現在、南北通勤鉄道、マニラ首都圏地下鉄、MRT7号線などが建設されている。また、LRT1号線の南端部、LRT2号線の西端部などの路線延長も計画されている。 その他の路線延長や鉄道路線は計画段階である。

#### 空路
ニノイ・アキノ国際空港（NAIA）は、マニラ首都圏唯一の空港であり、主要な玄関口である。また、フィリピンで最も利用客の多い空港である。第1ターミナル、フィリピン航空専用の第2ターミナル、最も新しくて大きい第3ターミナル、国内線旅客ターミナルとしても知られる第4ターミナルの4つのターミナルビルから成る。マニラ首都圏に乗り入れ可能な他の空港として、80km離れたパンパンガ州アンヘレスのクラーク国際空港がある。
北部に隣接したブラカン州で新マニラ国際空港が建設中である。

#### バス
マニラ首都圏のバスの運行形態は、陸上交通フランチャイズ規制委員会によって規制されている。プレミアム・ポイント・ツー・ポイント・バス・サービスは、フェアビューからエドゥサ通り沿いの中心街まで走る高速バスシステムで、従来より移動時間を大幅に短縮し、交通渋滞の多いマニラ首都圏の通勤者に、より速くて安全で、便利なバスサービスを提供することを目的としている。SMシティ・ノースEDSA、トリノマ、SMメガモールからマカティへの2番目の高速バス接続は2015年12月に開業し、2016年1月には約30年ぶりに2階建てバスがエドゥサ通りを走行した。その後、2016年2月にケソン市のロビンソンズ・ガレリアからアヤラ・センターまで、3月にはアヤラ・センターとモンティンルパのアラバン・タウンセンターをスカイウェイ経由で結ぶ4番目のリンクが建設された。現時点で高速バスは、2014年と2017年にそれぞれ開始されたサービスで、ボニファシオ・グローバルシティのマーケット! マーケット!やサーキット・マカティとラグナ州のヌバリ・レジデンシャルやサンペドロのパシタ・ビレッジの両方を結ぶほか（さらにケソン市のUPタウンモールやリサール州アンティポロのSMシティ・マシナグも追加）、2015年から都市間高速バスが運行し、エドィサ通りの渋滞緩和が行われている。2018年には、マカティCBDなどからカヴィテ州までの運行も始まっている。

#### フェリー
マニラ首都圏のフェリー・シャトルシステムとして、マニラ首都圏開発庁が運営するパシッグ川フェリーサービスがある。パシッグ川をパシッグのバランガイ・ピナグブハタンからイントラムロスのプラザ・メキシコまで横断している。フェリーと呼ばれるが、どちらかといえば水上バスに近い。17の発着場があるが、稼働しているのはそのうち14の発着場のみである。また、2017年5月10日には「マニラ-バターン・フェリー」の新航路が開航され、マニラのフィリピン文化センター・コンプレックスにあるベイターミナルからバターン州オリオンまでマニラ湾を横断している。2018年1月には、カヴィテ州ノヴェレタとイントラムロスを結ぶ「カビテ-マニラ・フェリーサービス」が開航された。

### 電気・水道

マニラ首都圏とその周辺地域の水道区域。赤はマニラ・ウォーターサービス、青はマニラ・ウォーターによる地域

マニラ首都圏の唯一の配電会社はマニラ電力（Meralco）であり、発電はナショナル・パワー・コーポレーションとルソン島の独立系電力会社によって行われている。
マニラ首都圏の飲料水の供給と配送、下水道システムは、かつてマニラ首都圏上下水道供給公社（MWSS）によって行われていたが、1997年に民営化され、マニラ首都圏とその周辺を東部と西部のコンセッションに分割して現在に至る。西部地区は、マニラ・ウォーターサービスが引き継ぎ、マニラ市（南東部を除く）、カローカン、ラスピニャス、マラボン、モンティンルパ、ナヴォタス、パラニャーケ、パサイ、ヴァレンズエラの各市、そして、マカティとケソン市の一部で事業を展開している。マニラ・ウォーターは、マンダルヨン、マリキナ、パシッグ、パテロス、サンフアン、タギッグの各市、そしてマカティ、ケソン市、マニラ市南東部からなる東部地区で事業を展開している。
マニラ首都圏は2013年、ゴミ運搬のために42億2100万ペソ（9385万5000ドル）を費やした。ケソン市が9億9,459万ペソ（2,211万5,000ドル）と最も多かった。